# Filosofia budista

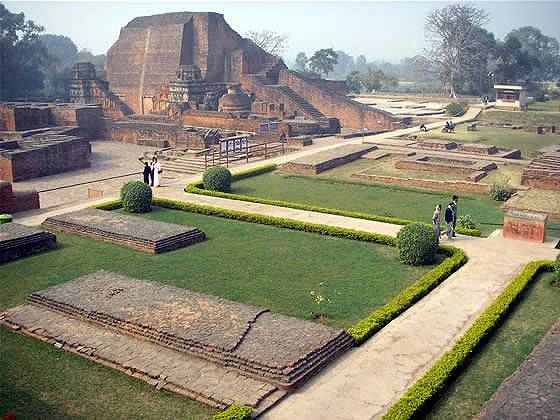
La universitat i el monestir budistes de Nalanda van ser un important centre d’aprenentatge a l’Índia des del segle V aC fins al segle XII.

La filosofia budista fa referència a les investigacions filosòfiques i sistemes de coneixement que es van desenvolupar entre diverses escoles budistes de l'Índia després de la mort de Buda (parinirvana) i que es van estendre per tot Àsia. El camí budista combina tant el raonament filosòfic com la meditació. Les tradicions budistes presenten multitud de camins budistes cap a l'alliberament i els pensadors budistes a l'Índia i, posteriorment, a l'Àsia oriental, han tractat temes tan variats com la fenomenologia, l'ètica, l'ontologia, l'epistemologia, la lògica i la filosofia de l'espaitemps en l'anàlisi d'aquests camins.
El budisme primerenc es basava en evidències empíriques obtingudes pels òrgans dels sentits (ayatana) i Buda sembla que va conservar una distància escèptica de certes qüestions metafísiques, negant-se a respondre-les perquè no eren propícies a l’alliberament, sinó que conduïen a més especulacions. Un tema recurrent en la filosofia budista ha estat la reïficació de conceptes i el posterior retorn al camí del mig budista.
Alguns punts particulars de la filosofia budista han estat sovint objecte de disputes entre diferents escoles del budisme. Aquestes elaboracions i disputes van donar lloc a les primeres escoles del budisme d'Abidharma i a les tradicions del Mahayana com ara Prajñāpāramitā, Madhyamaka, la naturalesa de Buda i el Yogācāra.

## Fases històriques de la filosofia budista
Edward Conze divideix el desenvolupament de la filosofia budista índia en tres fases.
1. La primera fase tracta qüestions de les doctrines originals derivades de tradicions orals produïdes durant la vida de Buda, i són comunes a totes les sectes posteriors del budisme.
2. La segona fase es refereix al budisme "escolàstic" no mahayana. Es fa evident en els textos Abhidharma, que van començar al segle iii aC, i que incorporen una reelaboració acadèmica i una classificació esquemàtica del material en els sutres.
3. La tercera fase de desenvolupament de la filosofia budista índia tracta el budisme "metafísic" de Mahayana. A partir del final del segle I dC, es posa èmfasi en la vida monàstica i el camí d'un bodhisattva.

Diversos elements d’aquestes tres fases s'incorporen i / o es desenvolupen més en la filosofia i la visió del món de les diverses sectes del budisme que van sorgir.

## Orientació filosòfica
El pensament de l'Índia tenia per objectiu principalment l'alliberament espiritual i tenia objectius soteriològics. En el seu estudi sobre la filosofia budista de Mādhyamaka a l'Índia, Peter Deller Santina escriu:
| « | En primer lloc, cal cridar l’atenció sobre el fet que els sistemes filosòfics de l’Índia rarament eren, fins i tot mai, purament especulatius o descriptius. Pràcticament tots els grans sistemes filosòfics de l’Índia: Sāṅkhya, Advaitavedānta, Mādhyamaka i així successivament, estaven principalment preocupats de proporcionar un mitjà per a l’alliberament o la salvació. Amb aquests sistemes es va suposar tàcitament que si la seva filosofia fos entesa i assimilada correctament, es podria aconseguir un estat incondicionat lliure de patiment i limitació. […] Si es passa per alt aquest fet, com passa sovint com a conseqüència de la tendència engendrada per la Filosofia occidental de considerar l'empresa filosòfica com una purament descriptiva, la significació real de l’Índia i el budista. la filosofia no trobarà a faltar. | » |

Per als filòsofs indis budistes, els ensenyaments de Buda no estaven pensats només per ser fe, sinó per confirmar-se mitjançant anàlisis lògiques (pramana) del món. Els primers textos budistes mencionen que una persona es converteix en seguidora dels ensenyaments del Buda després d'haver-los meditat amb saviesa. La formació gradual també requereix que un deixeble "investigui" (upaparikkhati) i "escrutini" (tuleti) els ensenyaments. El Buda també esperava que els seus deixebles s'acostessin a ell com a professor de manera crítica i debatessin les seves accions i paraules, tal com es mostra a la Sutra Vīmaṃsaka.

## Buda i el budisme primerenc

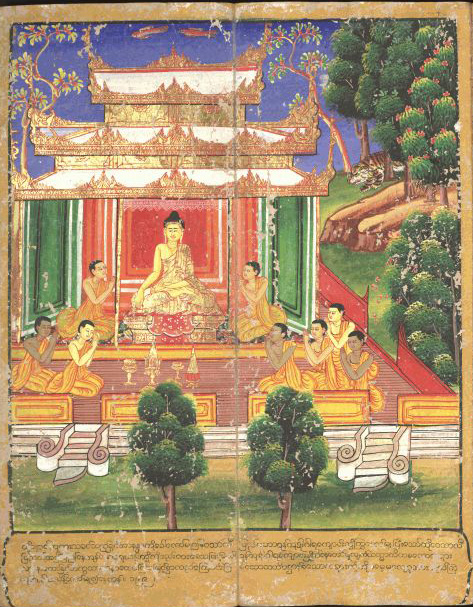
Buda de Gautama envoltat de seguidors, d’una aquarel·la birmana del segle XVIII

### El Buda
L’opinió acadèmica varia sobre si el propi Buda estava dedicat a una investigació filosòfica. El Buda (c. Segle V aC) era un sramana indi del nord (ascètic errant) de Magadha. Va conrear diverses tècniques iòguiques i pràctiques ascètiques i va ensenyar a tot el nord de l'Índia, on es van mantenir els seus ensenyaments. Aquests ensenyaments es conserven al Pali Nikayas i a l'Agama i també en altres col·leccions textuals fragmentàries supervivents (conegudes col·lectivament com a primers textos budistes). Citar aquests textos és difícil i hi ha desacord sobre si la quantitat d’aquest documentació que es pugui remuntar a un únic fundador religiós. Tot i que l'ensenyament del Buda se centra en assolir el màxim valor del nirvana, també contenen una anàlisi de la font del patiment humà, la naturalesa de la identitat personal i el procés d’adquisició del coneixement sobre el món.

### Camí del mig
Buda va definir el seu ensenyament com " la via del mig " (Pali: Majjhimāpaṭipadā). En el Dhammacakkappavattana Sutta, aquest s'utilitza per referir-se al fet que els seus ensenyaments orienten un curs mitjà entre els extrems de l'ascetisme i la negació corporal (com ho practiquen els jainistes i altres grups ascètics), i l'hedonisme sensual o la indulgència. Molts sramanes del temps de Buda van posar molt èmfasi en la negació del cos, utilitzant pràctiques com el dejuni, per alliberar la ment del cos. El Buda, però, es va adonar que la ment estava encarnada i depenent circumstancialment del cos. Per tant, que un cos desnutrit no permetia que la ment es formés i es desenvolupés. Així, la principal preocupació del budisme no és el luxe o la pobresa, sinó la resposta humana a les circumstàncies.

### Ensenyaments bàsics
Alguns ensenyaments bàsics apareixen en molts llocs al llarg d’aquests primers textos. Estudis anteriors de diversos investigadors conclouen que Buda almenys hauria d’haver ensenyat alguns d’aquests ensenyaments clau:
- El camí del mig
- Quatre nobles veritats
- Noble Camí Òctuple
- Tres marques d’existència (impermanència, malestar, no-jo)
- Cinc agregats
- Sorgint dependent
- Karma i renaixement
- Nirvana

Segons N. Ross Reat, totes aquestes doctrines són compartides pels textos de Theravada Pali i el Sutra Śālistamba de l'escola Mahasamghika. Un estudi recent de Bhikkhu Analayo conclou que la Theravada Majjhima Nikaya i la Sarvastivada Madhyama Agama contenen principalment les mateixes doctrines principals. Richard Salomon, en el seu estudi dels textos gandharans (que són els primers manuscrits que contenen els primers discursos), ha confirmat que els seus ensenyaments són "coherents amb el budisme no Mahayana, que sobreviu avui a l'escola Theravada de Sri Lanka i el sud-est asiàtic, però que antigament estava representada per divuit escoles separades ".
Amb tot, estudis crítics de Schmithausen, Vetter, Bronkhorst, Gombrich i d'altres han ajustat aquesta llista d’ensenyaments bàsics i han revelat una gènesi més matisada dels ensenyaments budistes.
Per exemple, alguns estudiosos pensen que el karma no era fonamental per a l'ensenyament del Buda històric, mentre que altres no estan d'acord amb aquesta posició. De la mateixa manera, hi ha un desacord acadèmic sobre si aquest punt de vista era vista alliberadora en el primer budisme o si era una addició posterior a la pràctica dels quatre dhyāna. Segons Vetter i Bronkhorst, el dhyāna va constituir la "pràctica alliberadora" original, mentre que discriminar la visió de la transitorietat com un camí separat cap a l'alliberament va tenir un desenvolupament posterior. Estudiosos com Bronkhorst i Carol Anderson també pensen que les quatre veritats nobles poden no haver estat formulades en el primer budisme, però, com escriu Anderson, "va sorgir com un ensenyament central en un període una mica posterior que encara precedia les redaccions finals dels diversos cànons budistes".
Segons alguns investigadors, la visió filosòfica del budisme més primerenc era principalment negativa, en el sentit que se centrava en quines doctrines rebutjaven més que en les doctrines que calia acceptar. Només es valorava el coneixement útil per aconseguir la il·luminació budista. Segons aquesta teoria, el cicle de trastorns filosòfics que van provocar en part la diversificació del budisme en les seves moltes escoles i sectes, només va començar un cop els budistes van intentar abordar explícitament la filosofia implícita de Buda i els textos primerencs.

### Les nobles veritats i la causalitat
Les quatre nobles veritats o veritats nobles són un tret central dels ensenyaments i es presenten a la Sutra Dhammacakkappavattana. La primera veritat del dukkha, sovint traduïda com a sofriment, és la insatisfacció inherent de la vida. Es diu que aquest desassossec no només és un dolor físic, sinó també una mena de molèstia existencial causada pels fets inevitables de la nostra mortalitat i, finalment, per la impermanència de tots els fenòmens. També sorgeix a causa del contacte amb esdeveniments desagradables i per no obtenir el que un desitja. La segona veritat és que aquesta inquietud sorgeix de condicions, principalment "anhels" (tanha) i ignorància (avidya). La tercera veritat és aleshores el fet que, si deixem anar les ganes i eliminem la ignorància mitjançant el coneixement, el dukkha cessa (nirodha). La quarta és el camí òctuple que són vuit pràctiques que acaben amb el patiment, que són: visió correcta, intenció correcta, discurs correcte, acció correcta, mitjà de vida correcte, esforç correcte, consciència correcta i samadhi correcte (unificació mental, meditació).
L'objectiu ensenyat per Buda, Nirvana, significa literalment "apagar" i significava "l'extinció completa de l'avarícia, l'odi i la il·lusió (és a dir, la ignorància), les forces que alimenten el samsara ". Nirvana també significa que després de la mort d'un ésser il·luminat, no hi ha més renaixement. Al budisme primerenc, el concepte d'origen depenent es limitava molt probablement a processos de condicionament mental i no a tots els fenòmens físics. El Buda entenia el món en termes procedimentals, no en termes de coses o substàncies. La seva teoria planteja un fluxe d'esdeveniments sorgits en determinades condicions que estan interconnectades i dependents, de manera que els processos en qüestió en cap moment es consideren estàtics o independents. L'enyorança, per exemple, sempre depèn i és causada per sensacions. Les sensacions sempre depenen del contacte amb el nostre entorn. La teoria causal de Buda és simplement descriptiva: "Això que existeix, existeix; que sorgeix, sorgeix; això que no existeix, no existeix; això que cessa, cessa". Aquesta comprensió de la causalitat com a "ordenació causal del dret impersonal" és important perquè mostra com funcionen els processos que donen lloc al patiment i també com es poden revertir.
L'eliminació del patiment, aleshores, requereix una comprensió profunda de la naturalesa de la realitat (prajna). Si bé l’anàlisi filosòfica d’arguments i conceptes és clarament necessària per desenvolupar aquesta comprensió, no és suficient eliminar els nostres hàbits mentals poc qualificats i els prejudicis profundament arrelats, que requereixen meditació, juntament amb la comprensió. Segons el Buda dels primers textos, cal formar la ment en la meditació per poder veure veritablement la naturalesa de la realitat, que es diu que té les marques del patiment, de la impermanència i del no-jo. Es diu que la comprensió i la meditació treballen junts per "veure clarament" (vipassana) la naturalesa de l'experiència humana, i això es diu que condueix a l'alliberament.

### Anatta
El Buda va argumentar que les entitats compostes els mancava l'essència, de manera que el jo no te essència. Això vol dir que no hi ha cap part d’una persona que sigui inalterable i que sigui essencial per a la continuïtat. Per la qual cosa, no hi ha cap "part de la persona que expliqui la seva identitat al llarg del temps". Això s'oposa al concepte Upanishadic d’un jo suprem immutable (Atman) i de qualsevol visió d’una ànima eterna. El Buda va considerar que el vincle a l’aparició d’un jo permanent en aquest món de canvis és la causa del patiment i el principal obstacle per a l'alliberament.
L’argument més utilitzat que el Buda va emprar contra la idea d’un jo inalterable és l'empirista, basat en l’observació dels cinc agregats que formen una persona i en el fet que aquests sempre canvien. Aquest argument es pot dir d'aquesta manera:
| « | Tots els processos psico-físics (skandhas) són impermanents Si hi hagués un jo, seria permanent. | » |

| « | IP [No hi ha més per a la persona que els cinc skandhas. ∴ No hi ha un jo. | » |

Aquest argument requereix la premissa implícita que els cinc agregats són un relat exhaustiu del que forma una persona, o bé el jo podria existir fora d’aquests agregats. Aquesta premissa s'afirma en altres suttes, com el Saṃyutta Nikāya 22.47 que afirma: “qualsevol cosa que els ascètics i els brahmins consideren a diversos tipus de coses com a si mateixes, tots consideren els cinc agregats agafadors o un d’ells”.
Al Sutra Anattalakkhana s'explica la posició segons la qual, el jo aparentment fixat és merament el resultat d'identificació amb els cinc agregats, els processos de canvi que fan un ésser humà individual. En aquest punt de vista una 'persona' és només un assenyalament nominal convenient en una agrupació segura de processos i característiques, i un 'individu' és una construcció conceptual per sobre d'un corrent d'experiències. Així seria com un carro de guerra que és merament un assenyalament convencional per les parts d'un carro i com es posen conjuntament per significar un tot. La fundació d'aquest argument és empirista, ja que és basat en el fet que tot el que observem és subjecte de canviar, especialment tot el que és observat quan mirem interiorment en la meditació.
Un altre argument per 'no-jo',és l'argument de manca de control', Està basat en el fet que sovint busquem per canviar parts segures de nosaltres, com una 'funció executiva' de la ment. Allò que troba les coses segures insatisfactòries i intenta alterar-les. A més, és també basat en el principi Indi "Anti-reflexivitat" que proposa com una entitat no pot operar damunt o controlar-se a si mateixa: un ganivet pot tallar altres coses però no a si mateix, un dit pot assenyalar a altres coses però no al seu objecte, etc.. Això significa, que el jo no podria mai desitjar a canviar-se i no podria fer-ho. Una altra raó són les tradicions índies a més budisme, el jo veritiable o Atman és perfectament feliç i no pateix. El Buda utilitza aquesta idea d'atacar el concepte del jo. Aquest argument es podria estructurar així:
| « | Si el jo el existís seria la part de la persona que actua la funció executiva, el "controlador." El jo podria no podria maig desitjar ser canviat (principi d'anti reflexivitat). Cadascuna de les cinc classes d'elements psicofísics poden desitjar que el ser canviat. | » |

| « | IP [No hi ha només que la persona que el cinc skandes. ∴ No hi ha el no jo. | » |

El Buda va argumentar que les entitats compostes els mancava l'essència, de manera que el jo no te essència. Això vol dir que no hi ha cap part d’una persona que sigui inalterable i que sigui essencial per a la continuïtat. Per la qual cosa, no hi ha cap "part de la persona que expliqui la seva identitat al llarg del temps". Això s'oposa al concepte Upanixadic d’un jo suprem immutable (Atman) i de qualsevol visió d’una ànima eterna. El Buda va considerar que el vincle a l’aparició d’un jo permanent en aquest món de canvis és la causa del patiment i el principal obstacle per a l'alliberament (Mokxa per l'hinduisme).
| « | "El que el budista te a la ment és que sobre una ocasió d'una part de la persona podria actuar la funció executiva, en una altra ocasió una altra part podria fer tan. Això el faria possible per cada part per ser subjecte de controlar sense allà sent qualsevol part que sempre omple la funció de controlador (i així que és el self). Damunt algunes ocasions una part donada podria caure en el costat de controlador, mentre en altres ocasions pugui caure en el costat del controlat. Això explicaria com és possible per nosaltres per buscar per canviar qualsevol del skandes mentre hi ha res més a nosaltres que només aquells skandhas." | » |

Com han apuntat K.R. Norman i Richard Gombrich, el Buda va estendre el seu anatta crític per creença Brahmanica exposada en el Brihadaranyaka Upanishad en la que el Jo (Atman) era de fet el món sencer, o Brahman. Això és mostrat pel Alagaddūpama-sutta, on el Buda argumenta que un individu no pot experimentar el sofriment del món sencer. Va fer servir l'exemple d’algú que s'enlaira i crema herbes i pals del bosc del Jeta i com un monjo no sentia ni es considerava perjudicat per aquesta acció. En aquest exemple el Buda està argumentant que no tenim experiència directa del món sencer, i per això el Jo no pot ser el món sencer.  En aquest sutra (així com en el Sutra Soattā) el Buda esbossa sis vistes incorrectes sobre el Jo:
| « | "Hi ha sis visions incorrectes: Una persona poc intel·ligent i sense formació pot pensar en el cos: "Aquest és meu, aquest sóc jo, aquest és el meu jo"; pot pensar en els sentiments; de percepcions; de volicions; o d'allò que la ment ha vist, sentit, pensat, conegut, assolit, buscat o considerat. El sisè és identificar el món i el jo, creient: «A la mort em convertiré en permanent, etern, immutable i, per tant, seguiré sent el mateix per sempre; i aquest és el meu, aquest sóc jo, aquest és el meu jo. ”Una persona sàvia i ben entrenada veu que totes aquestes posicions són incorrectes i, per tant, no li preocupa res que no existeixi." | » |

A més, el Buda argumenta que el món pot ser observat per ser una causa de sofriment, considerant que Brahman era finalment feliç, i que, com que no podem controlar el món com desitgem, el món no pot ser el Jo. La idea que "aquest cosmos és el Jo" és una de les visions refusades pel Buda juntament amb allò relacionat amb el Monisme,teoria que defensa que "tot és un Jo" (SN 12.48 Lokayatika Sutta). El Buda també va afirmar que la comprensió i la visió de la veritat del no-jo conduïa a la indiferència i, per tant, al cessament del sofriment, mentre que la ignorància sobre la veritable naturalesa de la personalitat conduïa a sofrir més.

### Epistemologia
Totes les escoles de filosofia índia reconeixen diversos conjunts de justificacions vàlides per al coneixement, o pramāṇa, i molts veuen els Vedas com una eina per accedir a la veritat. El Buda va negar l'autoritat dels Vedas, tot i que, igual que els seus contemporanis, va afirmar la importància soteriològica de tenir una comprensió adequada de la realitat (Noble Camí Ôctuple). Tanmateix, aquesta comprensió no es va concebre principalment com a coneixement metafísic i cosmològic, sinó com un coneixement sobre l’aparició i la cessació del patiment en l'experiència humana. Per tant, el projecte epistèmic de Buda és diferent del de la filosofia moderna, és principalment una solució al problema espiritual / existencial humà fonamental.
L'epistemologia de Buda s'ha comparat amb l'empirisme, en el sentit que es basava en l'experiència del món a través dels sentits. Buda va ensenyar que l'observació empírica a través dels sis camps dels sentits (ayatanes) era la manera adequada de verificar qualsevol reclamació de coneixement. Alguns sutres van més enllà, afirmant que "el Tot", o tot el que existeix (sabbam), són aquestes sis esferes sensorials (SN 35.23, Sutra Sabba) i que qualsevol que intenti descriure un altre "Tot" no podrà fer-ho perquè "es troba fora de l'abast". Aquest sutra sembla indicar que per al Buda, les coses en si mateixes o el noumen estan fora del nostre abast epistemològic (avisaya).
A més, en el Kalama sutra, Buda diu a un grup de vilatans confosos que l’única raó adequada per a les creences és la verificació de la pròpia experiència personal (i l'experiència dels savis), i nega qualsevol verificació que provingui de l’autoritat personal, la tradició sagrada (anussava) o qualsevol tipus de racionalisme que construeixi teories metafísiques (takka). Al Tevijja Sutta (DN 13), Buda rebutja l'autoritat personal dels brahmans perquè cap d'ells pot demostrar que ha tingut experiència personal com a tals. El Buda també va subratllar que l'experiència és l'únic criteri per verificar la veritat en aquest passatge del Majjhima Nikaya (MN. I.265):
| « | "Monjos, només parleu allò que sabeu vosaltres mateixos que veieu vosaltres mateixos, que els trobeu vosaltres mateixos? —Sí, ho fem, senyor. "Bé, monjos, és així com heu estat instruïts per mi en aquesta doctrina atemporal que es pot realitzar i verificar, que condueix a l'objectiu i que pot entendre aquells que són intel·ligents" | » |

A més, l'estàndard de Buda per a la verificació personal era pragmàtic i salvador. Per a Buda una creença només es considera veritat si condueix a una pràctica budista reeixida (i, per tant, a la destrucció del desig). Al "Discurs sobre el príncep Abhaya" (MN. I.392-4) Buda afirma aquesta màxima pragmàtica dient que una creença només s'ha d’acceptar si comporta conseqüències saludables. Aquesta tendència del Buda a veure allò que és cert com allò que era útil o "el que funciona" ha estat anomenada per investigadors com Rhys Davids i Vallée-Poussin com una forma de pragmatisme. Tanmateix, KN Jayatilleke argumenta que l'epistemologia del Buda també es pot considerar com una forma de teoria correspondista de la veritat (segons l'Apannaka Sutta) amb elements del coherentisme. Per això al Buda, és causalment impossible per a alguna cosa que sigui falsa. conduir al cessament del sofriment i del mal.
El Buda va desanimar els seus seguidors de lliurar-se a la disputa intel·lectual pel seu propi bé, que és infructuós, i distreu un dels objectius del despertar. Només es considera important la filosofia i la discussió que tenen un valor pragmàtic per a l’alliberament del patiment. Segons el Cànon Pali, durant la seva vida, Buda va romandre en silenci quan li van fer diverses preguntes sense resposta de tipus metafísic que va considerar com la base d'una "reflexió imprudent". Aquestes "preguntes sense resposta" (avyākata) consideraven qüestions com ara si l'univers és etern o no etern (o si és finit o infinit), la unitat o separació del cos i del jo, la inexistència completa d'una persona després del Nirvana i la mort, i altres. El Buda va afirmar que pensar en aquestes qüestions imponderables (Acinteyya) conduïa a "un matoll de vistes, un desert de vistes, una contorsió de vistes, un retorciment de vistes, un lligam de vistes" (Aggi-Vacchagotta Sutta).
Una explicació d’aquesta suspensió pragmàtica del judici o Epokhé epistèmica és que aquestes qüestions distreuen de l’activitat pràctica a la realització de la il·lustració i comporten el perill de substituir l'experiència de l’alliberament per la comprensió conceptual de la doctrina o per la fe religiosa. Segons Buda, el Dharma no és un fi final en si mateix ni una explicació de tota realitat metafísica, sinó un conjunt d’ensenyaments pragmàtics. Buda va utilitzar dues paràboles per aclarir aquest punt, la "paràbola de la bassa" i la paràbola de la fletxa enverinada. El Dharma és com una bassa, en el sentit que només és una eina pragmàtica per assolir el nirvana ("amb el propòsit de creuar, no amb el propòsit d'aguantar-se", MN 22). Un cop fet això, es pot descartar la bassa. També és com la medicina, ja que els detalls sobre com una persona va ser ferida per una fletxa enverinada (és a dir, metafísica, etc.) no tenen importància en el fet d’eliminar i curar la mateixa fletxa de la fletxa (eliminar el patiment). En aquest sentit, Buda sovint es deia "el gran metge" perquè el seu objectiu era curar la condició humana del sofriment abans que res, i no especular sobre la metafísica.
Dit això, encara és clar que resistir (fins i tot refutar) una doctrina falsa o esbiaixada pot ser útil per extreure de l'error l’interlocutor o d'un mateix per tal avançar en el camí de l'alliberament. Assistim a la refutació de Buda de diverses doctrines per part de Nigantha Nataputta i altres presumptes savis que de vegades tenien un gran seguiment (per exemple, Kula Sutta, Sankha Sutta, Brahmana Sutta). Això demostra que es pot fer un ús virtuós i adequat de la dialèctica. Per implicació, el raonament i l’argument no haurien de ser menystinguts pels budistes.
Després de la mort de Buda, alguns budistes com Dharmakirti van passar a utilitzar les dites del Buda com a proves sòlides iguals a la percepció i la inferència. 

### Transcendència
Una altra possible raó per la qual el Buda es va negar a dedicar-se a la metafísica és que considerava que la realitat i el nirvana últims no tenien concepció ni mediació sensorial i, per tant, el propi llenguatge és a priori inadequat per explicar-la. Per tant, el silenci de Buda no indica misologia ni menyspreu per la filosofia. Més aviat, indica que considerava que les respostes a aquestes preguntes no eren comprensibles pels no il·lustrats. L'aparició dependent (Pratītyasamutpāda) proporciona un marc per a l’anàlisi de la realitat que no es basa en supòsits metafísics sobre l'existència o la inexistència, sinó en la cognició directa dels fenòmens tal com es presenten a la ment en la meditació.
El Buda dels primers textos dels budistes descriu el Dharma (en el sentit de "veritat") com "més enllà del raonament" o "transcendent de la lògica", en el sentit que el raonament és un aspecte introduït subjectivament de la manera com els humans il·luminats perceben les coses i el concepte conceptual un marc que fonamenta el seu procés cognitiu, més que una característica de les coses tal com són realment. Anar "més enllà del raonament" significa, en aquest context, penetrar en la naturalesa del raonament des de l'interior i eliminar les causes de l'experiència de qualsevol estrès futur com a conseqüència d'aquest, en lloc de funcionar fora del sistema en general.

### Metaètica
L’ètica del Buda es basa en la necessitat soteriològica d’eliminar el patiment i en la premissa de la llei del karma. L'ètica budista s'ha anomenat eudaimònica (amb l'objectiu de ser benestar) i també es compara amb l'ètica de la virtut (aquest enfocament va començar amb Damien Keown). Keown escriu que el Nirvana budista és anàleg a l'eudaimonia aristotèlica i que els actes i virtuts morals budistes obtenen el seu valor de com ens condueixen o actuen com a aspecte de la vida nirvànica.
El Buda va esbossar cinc preceptes (no matar, no robar, conducta sexual errònia, no mentir o beure alcohol) que havien de seguir els seus deixebles, laics i monacals. Hi ha diverses raons que el Buda va donar per què algú hauria de ser ètic.
En primer lloc, l’univers s'estructura de manera que si algú comet intencionadament una mala acció, en resultarà un fruit kàrmic dolent (i viceversa). Per tant, des d’un punt de vista pragmàtic, el millor és abstenir-se d’aquestes accions negatives que donen resultats negatius. Tanmateix, la paraula important aquí és intencionadament. Per a Buda, karma no és altra cosa que intenció / voluntat i, per tant, fer mal de manera involuntària a algú no crea mals resultats kàrmics. A diferència dels jainistes que creuen que el karma era un element quasi físic, el karma de Buda era un esdeveniment mental voluntari, el que Richard Gombrich anomena "una consciència etitzada".
Aquesta idea condueix a la segona justificació moral del Buda. Dur a terme accions negatives intencionadament reforça i propaga les contaminacions mentals que mantenen les persones lligades al cicle del renaixement i interfereixen amb el procés d’alliberament. En conseqüència, realitzar intencionalment bones accions kàrmiques és participar en la purificació mental que condueix al nirvana, la felicitat més alta. Aquesta perspectiva veu que els actes immorals són poc hàbils (akusala) en la nostra recerca de la felicitat i, per tant, és pragmàtic fer el bé.
La tercera consideració metaètica porta a la conclusió lògica la visió del no-jo i del nostre desig natural d’acabar amb el nostre patiment. Com que no hi ha jo, no hi ha cap raó per preferir el nostre propi benestar sobre el dels altres, perquè no hi ha una base definitiva per a la diferenciació del "meu" patiment i el d'un altre. En canvi, una persona il·lustrada treballaria per acabar amb el sofriment complet, sense pensar en el concepte convencional de persones. Segons aquest argument, qualsevol persona egoista ho fa per desconeixement de la veritable naturalesa de la identitat personal i de la irracionalitat.

## Escoles budistes i Abhidharma
Les principals escoles filosòfiques budistes índies van practicar una forma d’anàlisi anomenada Abhidharma que pretenia sistematitzar els ensenyaments dels primers discursos budistes (sutres). L'anàlisi d'Abhidharma va descompondre l'experiència humana en esdeveniments o esdeveniments fenomenals momentanis anomenats " dharmes ". Els dharmes són impermanents i depenen d'altres factors causals, sorgeixen i passen com a part d'una xarxa d'altres dharmes interconnectats i mai es troben sols. Les escoles Abhidharma sostenien que les ensenyances de Buda als sutres eren merament convencionals, mentre que l’anàlisi d’Abhidharma era la veritat última (paramattha sacca), la forma en què són realment les coses quan un ésser il·lustrat les veu. El projecte Abhidharmic s'ha comparat amb una forma de fenomenologia o filosofia del procés. Els filòsofs d'Abhidharma no només van esbossar el que creien que era una llista exhaustiva de dharmes o esdeveniments fenomenals, sinó també les relacions causals entre ells. En l'anàlisi Abhidharmic, l'únic que és realment vertiable és la interacció dels dharmes en un flux causal, tota la resta és merament conceptual (paññatti) i nominal.
Aquest punt de vista s'ha denominat reduccionisme mereológic de Mark Siderits perquè sosté que només les entitats imparcials són reals, no totalitats. Els Abhidharmikas com Vasubandhu argumentaven que les coses convencionals (taules, persones, etc.) "desapareixen sota anàlisi" i que aquesta anàlisi revela només un flux causal d'esdeveniments extraordinaris i les seves relacions. Els principals Abhidharmikas van defensar aquesta visió contra els seus principals rivals hindús, l'escola Nyaya, que eren teòrics de les substàncies i postulaven l'existència d'universals. Alguns Abhidharmikas, com el Prajñaptivāda, també eren estrictes nominalistes i sostenien que totes les coses, fins i tot els dharmes, eren merament conceptuals.

### Competir entre les escoles Abhidharma

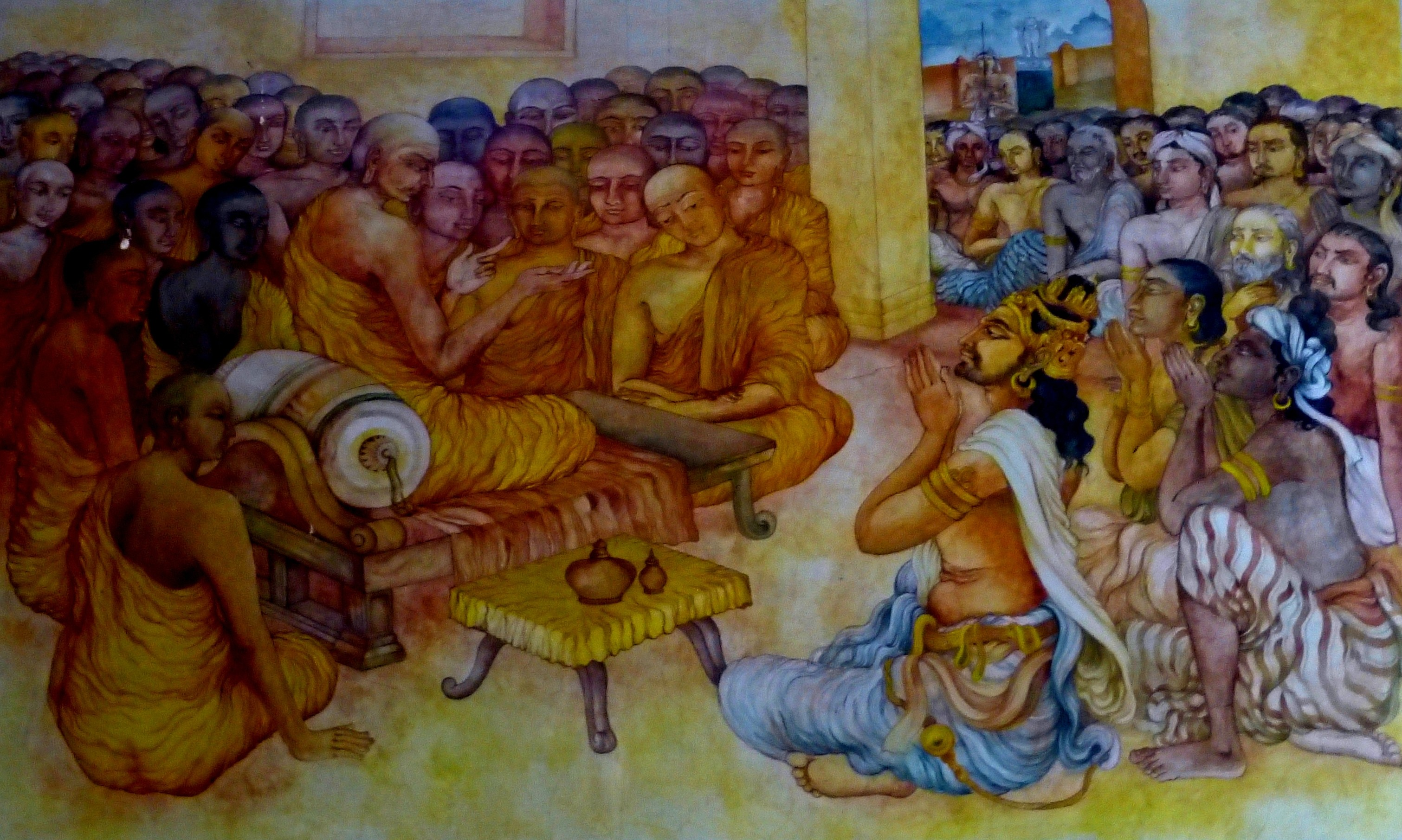
L'emperador indi Aśoka i l'ancià Moggaliputta-Tissa, que és vist com un pensador clau de la tradició Vibhajyavāda (i, per tant, de Theravada).

Un important treball d'Abhidhamma de l'escola Theravāda és el Kathāvatthu ("Punts de controvèrsia"), atribuït al monjo erudit indi Moggaliputta-Tissa (cap al 327-247 aC). Aquest text és important perquè intenta refutar diverses opinions filosòfiques que s'havien desenvolupat després de la mort de Buda, especialment la teoria que "tot existeix" (sarvāstivāda), la teoria de la momentània (khāṇavāda) i la visió personalista (pudgalavada) Aquestes van ser les principals teories filosòfiques que van dividir les escoles budistes Abhidharma a l'Índia. Després de ser portada a Sri Lanka el segle I aC, la tradició Abhidhamma en llengua pali, Theravada va estar fortament influenciada per les obres de Buddhaghosa (s. 4-5 aC), el filòsof i comentarista més important de l'escola Theravada. L'empresa filosòfica Theravada es va dur a terme principalment en el gènere d'Atthakatha, comentaris (així com subcomentaris) sobre el Pali Abhidhamma, però també va incloure breus resums i compendis.
El Sarvāstivāda va ser una de les principals escoles filosòfiques budistes de l'Índia, i se'ls va anomenar així per la seva creença que els dharmes existeixen en els tres temps: passat, present i futur. Tot i que el sistema Sarvāstivāda Abhidharma va començar com una mera categorització d’esdeveniments mentals, els seus filòsofs i exegetes com Dharmatrata i Katyāyāniputra (el compilador del Mahavibhasa, un text central de l'escola) van acabar refinant aquest sistema en un realisme robust, que també incloïa un tipus d'essencialisme. Aquest realisme es basava en una qualitat de dharmes, que es deia svabhava o "existència intrínseca". Svabhava és una mena d'essència, tot i que no és una essència completament independent, ja que es deia que tots els dharmes eren causalment dependents. El sistema Sarvāstivāda va estendre aquest realisme a través del temps, plantejant efectivament un tipus d'eternalisme pel que fa al temps, per tant el nom de la seva escola significa "la visió que tot existeix".
Altres escoles budistes com els Prajñaptivadins ('nominalistes'), els Purvasailas i els Vainasika es van negar a acceptar el concepte de svabhava. El tema principal del Tattvasiddhi Śāstra d'Harivarman (segle 3-4 dC), un text influent d'Abhidharma, és el buit (shunyata) dels dharmes.

Buddhaghosa (cap al segle V), el més important estudiós Abhidharma del budisme Theravāda, que presenta tres còpies del Visuddhimagga.

Els Theravādins i altres escoles com els Sautrāntika van atacar el realisme dels Sarvāstivādins, especialment la seva teoria del temps. Una figura important d’aquest argument va ser l'erudit Vasubandhu, un ex-Sarvāstivādin, que va criticar la teoria de tot el que existeix i va defensar el presentisme filosòfic en el seu tractat exhaustiu, l'Abhidharmakosa. Aquesta obra és el principal text d’Abhidharma utilitzat actualment en el budisme tibetà i asiàtic oriental. El Theravāda també sosté que els dharmes només existeixen en el present i, per tant, també són presentistes. La presentació Theravādin d'Abhidharma tampoc està tan preocupada per l'ontologia com la visió de Sarvāstivādin, sinó que és més aviat una fenomenologia i, per tant, el concepte de svabhava per als Theravādins és més que una característica determinada o un tret dependent d'un dharma, mes que qualsevol mena d’essència o fonamentació metafísica. Segons Y Karunadasa :
| « | En la tradició pali, només per definir i descriure es postula cada dhamma com si fos una entitat separada; però en realitat no és en cap cas un fenomen solitari que tingui una existència pròpia. .. Si aquesta visió abhidàmmica de l'existència, tal com es veu des de la seva doctrina dels dhammes, no es pot interpretar com un pluralisme radical, tampoc no es pot interpretar com un monisme de sortida i sortida. Perquè el que s'anomena dhamma, els factors components de l’univers, tant dins com fora de nosaltres, no són fraccions d’una unitat absoluta sinó una multiplicitat de factors coordinats. No són reductibles ni emergeixen d’una única realitat, el postulat fonamental de la metafísica monista. Si s'han d’interpretar com a fenòmens, s'hauria de fer amb la condició que són fenòmens que no es corresponen amb els noümen, sense terreny subjacent amagat. Perquè no són manifestacions d'algun misteriós substrat metafísic, sinó processos que tenen lloc a causa de la interacció d'una multitud de condicions. | » |

Una teoria important que sostenien alguns Sarvāstivādins, Theravādins i Sautrāntikas era el concepte de la "momentaneïtat" (Skt., Kṣāṇavāda, Pali, khāṇavāda). Aquesta teoria sostenia que els dhammes només duraven un moment (ksana) després que sorgissin. Els Sarvāstivādins van veure aquests "moments" d'una manera atomística, com el menor temps possible (també van desenvolupar un atomisme material). La conciliació d'aquesta teoria amb el seu eternisme pel que fa al temps va ser un important projecte filosòfic del Sarvāstivāda. Els Theravādins van rebutjar inicialment aquesta teoria, com ho demostra el Khaṇikakathā del Kathavatthu que intenta refutar la doctrina que "tots els fenòmens (dhamma) són tan momentanis com una sola entitat mental". Tanmateix, la momentaneïtat pel que fa als dhammes mentals (però no els dhammas físics o rūpa) va ser adoptada posteriorment pels Theravādins de Sri Lanka, i és possible que fos introduït per primer cop per l'erudit Buddhagosa.
Totes les escoles Abhidharma també van desenvolupar teories complexes de causalitat i condicionalitat per explicar com interactuaven els dharmes entre ells. Un altre gran projecte filosòfic de les escoles Abhidharma va ser l'explicació de la percepció. Algunes escoles com les Sarvastivadins van explicar la percepció com un tipus de realisme fenomenal, mentre que altres com els Sautrantikas preferien el representacionalisme i sostenien que només percebem els objectes de forma indirecta. El principal argument utilitzat per aquesta opinió pels Sautrāntikas va ser el "argument del retard de temps". Segons Mark Siderits: "La idea bàsica darrere de l'argument és que, ja que sempre hi ha una petita bretxa entre quan el sentit entra en contacte amb l'objecte extern i quan hi ha consciència sensorial, el que som conscients no pot ser l'exterior. objecte amb el qual els sentits estaven en contacte, ja que ja no existeix ". Això està relacionat amb la teoria de la momentaneïtat extrema.
Una de les principals opinions filosòfiques que va ser rebutjada per totes les escoles esmentades anteriorment va ser la visió de les escoles "personalistes" de Pudgalavadin. Semblaven haver sostingut que hi havia una mena de "personalitat" en algun sentit real i real que no es podia reduir als cinc agregats. Aquesta controvertida afirmació contrastava amb la resta de budistes de l'època que sostenien que una personalitat era una mera construcció conceptual (prajñapti) i només convencionalment real.

## Filosofia índia Mahāyāna
Des d'aproximadament el segle I aC, va començar a sorgir una nova tradició textual en el pensament budista indi anomenat Mahāyāna (Gran Vehicle), que lentament arribaria a dominar la filosofia budista índia. La filosofia budista va prosperar en grans complexos monestirs universitaris com Nalanda i Vikramasila, que es van convertir en centres d’aprenentatge al nord de l’Índia. Els filòsofs Mahāyāna van continuar els projectes filosòfics d'Abhidharma, criticant-los i introduint nous conceptes i idees. Atès que el Mahāyāna va mantenir el concepte pragmàtic de veritat que afirma que les doctrines són considerades condicionalment "certes" en el sentit de ser espiritualment beneficioses. Les noves teories i pràctiques es van veure com a "significats hàbils" (Upaya). El Mahayana també va promoure l'ideal del Bodhisattva, que mostrava una actitud de compassió per a tots els éssers sensibles. El Bodhisattva és algú que tria romandre al samsara (el cicle del naixement i la mort) per beneficiar a tots els altres éssers que pateixen
Escoles i tradicions filosòfiques importants del Mahayana inclouen la Prajnaparamita, madyámaka, Tathagatagarbha, l'escola epistemològica de Dignaga, Yogācāra, Huayan, Tiantai i les escoles del Chan / Zen.

### Prajñāpāramitā i Madhyamaka
Nagardjuna.jpg
Nagarjuna, protegit pels esperits de serps Nagas que es diu que són els guardians dels sutres de Prajnaparamita.
Els primers Prajñāpāramitā-sutras (segle I aC) emfatitzen el buit (Shunyata) dels fenòmens o dhammas. Es diu que la "perfecció de la percepció" (Prajñāpāramitā) és un veritable coneixement de la naturalesa de la realitat última, il·lusòria i buida d'essència. El Sutra del diamant afirma que:
| « | "Tots els fenòmens estan condicionats Són com un somni, una il·lusió, una bombolla, una ombra Com la rosada o un llamp Així els percebrem".«The Diamond of Perfect Wisdom Sutra». Chung Tai Zen Center of Sunnyvale. Arxivat de l'original el 2015-04-30. [Consulta: 7 agost 2021]. | » |

El sutra del cor afirma especialment el buit o la vacuïtat (shunyata) dels fenòmens:
| « | "Oh, Sariputra, la forma no difereix del buit I el buit no difereix de la forma La forma és buida i el buit és forma El mateix passa amb els sentiments Percepcions, voluntats i consciència".«The Heart Sutra:Prajna Paramita Hrydaya Sutra». Middle Land Chan Monastery. | » |

Els ensenyaments de Prajñāpāramitā s'associen a l'obra del filòsof budista Nāgārjuna (c. 150 dC - c. 250) i l'escola Madhyamaka (camí mitjà). Nāgārjuna va ser un dels pensadors budistes indis més influents. Va donar els arguments clàssics per a la naturalesa buida dels fenòmens i va atacar l'essencialisme de les escoles Sarvāstivāda i Pudgalavada en la seva obra magna, Els versos fonamentals del camí mitjà (Mūlamadhyamakakārikā). Al Mūlamadhyamakakārikā, Nagarjuna es basa en arguments reductio a l'absurd per refutar diverses teories que assumeixen una essència inherent o un "ésser propi" (svabhava). En aquest treball, tracta temes com la causalitat, el moviment i les facultats dels sentits.
Nagarjuna va afirmar una connexió directa entre, la identitat, de l'origen dependent, el desinterès (anatta) i el buit (śūnyatā). Va assenyalar que en el primer concepte budista implicit d’origen dependent és la manca de qualsevol ésser substancial (anatta) subjacent als participants en l’origen, de manera que no tenen una existència independent, un estat identificat com a buit (śūnyatā) o buit d’un naturalesa o essència (svabhāva sunyam).
Els filòsofs posteriors de l'escola Madhyamaka van basar-se en l'anàlisi de Nagarjuna i van defensar Madhyamaka contra els seus oponents. Aquests van incloure Āryadeva (segle iii), la pupil·la de Nāgārjuna. Candrakīrti (600–650), que va escriure un comentari important sobre el Mūlamadhyamakakārikā; i Shantideva (segle viii).Buddhapālita (470-550) es considera l'origen de l'enfocament "prāsaṅgika" que es basa en criticar l'essencialisme només mitjançant arguments reductio ad absurdum. Va ser criticat per Bhāvaviveka (c. 500 - c. 578), que va defensar l'ús de sil·logismes "per establir la pròpia postura doctrinal". Aquests dos enfocaments van ser denominats posteriorment els enfocaments Prāsaṅgika i Svātantrika a Madhyamaka per part de filòsofs i comentaristes tibetans.
L'obra de Dignaga,va influir en la filosofia Madhyamika de Bhāvaviveka fent ús de l'epistemologia budista. Candrakīrti, per la seva banda, va criticar l'adopció de Bhāvaviveka de la tradició epistemològica (pramana) al considerar que contenia un subtil essencialisme. Cita la famosa declaració de Nagarjuna al Vigrahavyavartani que diu "No tinc cap tesi" pel seu rebuig a declaracions epistèmiques positives de Madhyamaka. Candrakīrti va afirmar que una veritable Madhyamika només podia utilitzar la "conseqüència" (prasanga) en la qual s'assenyala la inconsistència de la posició dels seus oponents sense afirmar una "inferència autònoma" (svatantra), ja que aquesta inferència no pot ser, en última instància, certa des del punt de vista de Madhyamaka.
A la Xina, l'escola Madhyamaka (coneguda com Sānlùn) va ser fundada per Kumārajīva (344–413 dC) el qual va traduir les obres de Nagarjuna al xinès. Altres xinesos Madhymakas son Kumarajiva deixeble de Sengzhao, Jizang (549-623), va escriure més de 50 obres en madyámaka i Hyegwan, un monjo coreà que va portar els ensenyaments madyámaka al Japó.

### Yogācāra

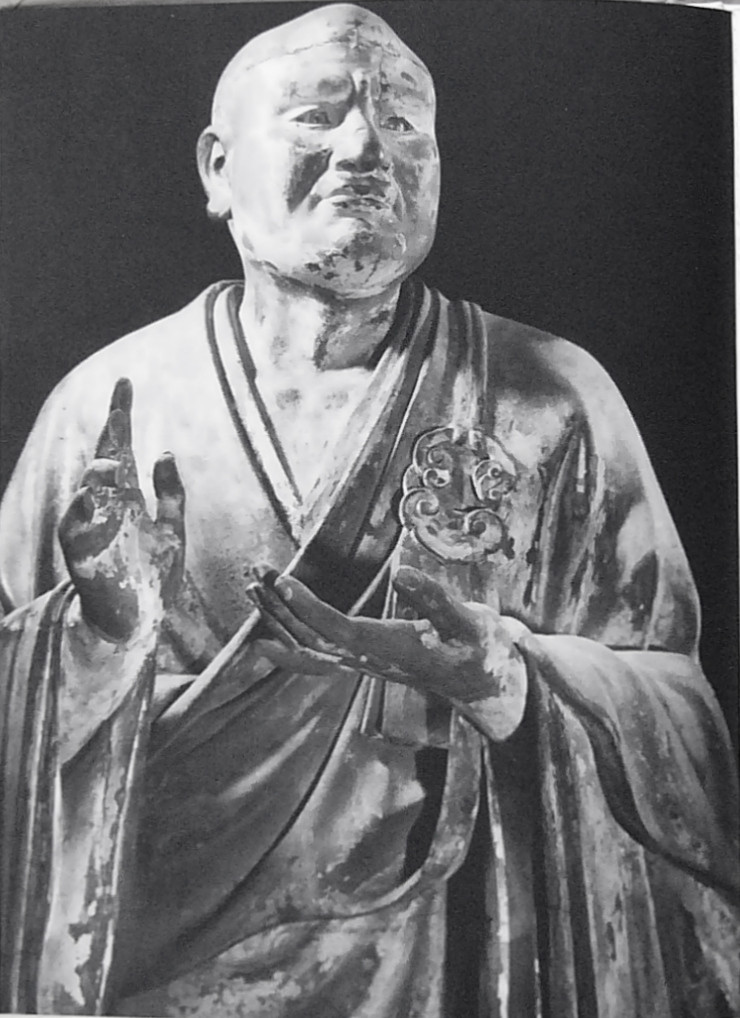
Vasubandhu va escriure en defensa de Vijñapti-matra (només aparició) i va confeccionar una obra massiva sobre Abhidharma, l'Abhidharmakosa

L'escola Vijnavada (pràctica de ioga) va ser una tradició filosòfica budista que va sorgir entre el segle ii i el segle IV dC i està associada amb els filòsofs Asanga i Vasubandhu,amb diversos sutres com el Sutra Sandhinirmocana i el Sutra Lankavatara. La característica central del pensament de Yogācāra és el concepte de Vijñapti-mātra, sovint traduït com a "només impressions" o "només aparença" i això s'ha interpretat com una forma d'idealisme o com una forma de fenomenologia. Altres noms de l'escola Vijñanavada són "Yogacara" (practicant de ioga) i "Cittamatra" (només mental).
Pensadors de Yogacara com Vasubandhu van argumentar en contra de l'existència d’objectes externs assenyalant que sempre tenim accés a les nostres pròpies impressions mentals i, per tant, la nostra inferència de l'existència d’objectes externs es basa en una lògica defectuosa. El Vijnaptimatratasiddhi de Vasubandhu, o "La prova que només hi ha impressions" (20 versos) comença així:
| « | "I. Aquest [món] no és altra cosa que impressions, ja que es manifesta com un objecte irreal, igual que el cas dels que tenen cataractes veient pèls irreals a la lluna i similars". | » |

Segons Vasubandhu, aleshores, totes les nostres experiències són com veure pèls a la lluna quan tenim cataractes. És a dir, projectem les nostres imatges mentals en alguna cosa "allà fora" quan aquestes coses no hi són. A continuació, Vasubandhu utilitza l'argument dels somnis per argumentar que les impressions mentals no requereixen objectes externs per (1) semblar ubicar-se temporalment, (2) per semblar tenir una qualitat inter-subjectiva i (3) per semblar operar per lleis de causalitat. El fet que els esdeveniments purament mentals puguin tenir eficàcia causal i ser intersubjectius es demostra amb l'esdeveniment d’un somni humit i amb les al·lucinacions massives o compartides creades pel karma de certs tipus d’éssers. Després d’haver argumentat que només les impressions són una teoria que pot explicar la nostra experiència quotidiana, Vasubandhu apel·la a la parsimònia, ja que no necessitem el concepte d’objectes externs per explicar la realitat. En conseqüència només podem acabar amb aquests conceptes superflus tal com són molt probablement només si es superposen mentalment als nostres conceptes de realitat per la ment. La realitat inter-subjectiva de Vasubandhu és llavors la interacció causal entre diversos corrents mentals i el seu karma, i no inclou cap objecte físic extern. La importància soteriològica d'aquesta teoria és que, en eliminar el concepte de món extern, també debilita el sentit "intern" del jo com a observador que se suposa que està separat del món extern. Dissoldre el dualisme de l'interior i l'exterior també és dissoldre el sentit del jo i de l'altre. El posterior comentarista de Yogacara, Sthiramati ho explica així:
| « | "Hi ha una pinça si hi ha alguna cosa que cal agafar, però no en absència del que s'ha d'agafar. Allà on no hi ha cap cosa que s'agafi, també segueix l’absència d’una pinça, no només hi ha l’absència de la cosa que s'ha d’agafar. Així sorgeix la cognició extraconceptual no conceptual que és igual sense objecte i sense coneixedor ". | » |

Vasubandhu també va atacar les teories realistes de l’atomisme budista i la teoria Abhidharma de svabhava. Va argumentar que els àtoms concebuts pels atomistes (entitats no divisibles) no podrien reunir-se per formar entitats agregades més grans i, per tant, que eren conceptes il·lògics.
Posteriorment, els pensadors de Vijnavada incorporen Dharmapala de Nalanda, Sthiramati, Chandragomin (que va debatre Candrakirti) i Śīlabhadra. Iogacarins com Paramartha i Guṇabhadra van portar l'escola a la Xina i hi van traduir les obres de Vijnavada, on es coneix com Wéishí-zōng o Fǎxiàng-zōng. Com a contribució important a Vijnavada d'Àsia Oriental, hi ha Cheng Weishi Lun de Xuanzang, o "Discurs sobre l'establiment de només consciència"

### Síntesi de Yogācāra-Mādhyamika
Jñānagarbha (segle viii) i el seu alumne Śāntarakṣita (725–788) van reunir Yogacara, Madhyamaka i l'escola d'epistemologia Dignaga en una síntesi filosòfica coneguda com Yogācāra-Svatantrika-Mādhyamika . Śāntarakṣita també va ser fonamental en la introducció del budisme i del llinatge de l'ordenació monàstica de Sarvastivadin al Tibet que es va dur a terme a Samye. Entre els deixebles de Śāntarakṣita hi havia Haribhadra i Kamalaśīla. Aquesta tradició filosòfica va influir en el pensament budista tibetà.

### Tathagatagarbha
Els sutres tathāgathagarbha en apartar-se del llenguatge budista principal, insisteixen que el potencial del despertar és inherent a tots els éssers sensibles. Van marcar un pas d'una tendència filosòfica en gran part apofàtica (negativa) dins del budisme a un mode decididament més catafàtic (positiu).
Abans del període d’aquestes escriptures, la metafísica de Mahāyāna havia estat dominada per ensenyaments sobre el buit en forma de filosofia Madhyamaka. El llenguatge utilitzat per aquest enfocament és principalment negatiu, i el gènere dels sutres tathāgatagarbha es pot veure com un intent d’enunciar ensenyaments budistes ortodoxos d'origen dependent d'un llenguatge positiu, per evitar que la gent s'allunyi del budisme per una falsa impressió de nihilisme.
En aquests sutres s'afirma que la perfecció de la saviesa del no-jo és l’autèntic jo. L’objectiu final del camí es caracteritza llavors mitjançant un llenguatge positiu que s'havia utilitzat anteriorment en la filosofia índia pels filòsofs essencialistes, però que ara es transmutava en un nou vocabulari budista per descriure un ésser que ha completat amb èxit el camí budista.
La paraula "jo" (atman) s'utilitza d'una manera idiosincràtica a aquests sutres; el "veritable jo" es descriu com la perfecció de la saviesa del no-jo en el Tractat de Buda-Natura, per exemple. El llenguatge que abans havien utilitzat filòsofs no budistes essencialistes era adoptat ara, amb noves definicions, pels budistes per promoure ensenyaments ortodoxos.
La paraula "jo" (atman) s'utilitza d'una manera idiosincràtica a aquests sutres; el "veritable jo" es descriu com la perfecció de la saviesa del no-jo en el Tractat de Buda-Natura, per exemple. El llenguatge que abans havien utilitzat filòsofs no budistes essencialistes era adoptat ara, amb noves definicions, pels budistes per promoure ensenyaments ortodoxos.
El tathāgathagarbha, el Theravada doctrina de bhavanga i el Yogācāra vuit consciències van ser identificats en algun moment amb la ment lluminosa dels Nikayas.
Al Sutra Mahayana Mahaparinirvana, Buda insisteix que, tot i que és fonamental reflexionar sobre el Dharma, cal renunciar a la fixació de les paraules i les lletres, ja que aquestes estan completament divorciades de l'alliberament i de la naturalesa de Buda.

## L'escola Dignāga de Pramāṇa

Dignāga en posició formal de debat

Dignāga (ca. 480-540) i Dharmakīrti (ca. segle VI-VII) van ser filòsofs budistes que van desenvolupar un sistema d'epistemologia (Pramāṇa) i lògica en els seus debats amb els filòsofs brahmànics per tal de defensar la doctrina budista. Aquesta tradició s'anomena "els que segueixen el raonament" (tibetà: rigs pa rjes su 'brang ba). En la literatura moderna de vegades es coneix amb el sànscrit " pramāṇavāda ", o "l'escola epistemològica". Es van associar amb les escoles Yogacara i Sautrantika, i van defensar les teories de totes dues escoles. La influència de Dignaga va ser profunda i va provocar un "gir epistemològic" després de la seva mort, entre tots els filòsofs budistes i també en sànscrit de l'Índia després de la seva mort. Als segles posteriors a l'obra de Dignaga, els filòsofs sànscrits es van centrar molt més en la defensa de totes les seves proposicions amb teories del coneixement completament desenvolupades.
L '"Escola de Dignāga" inclou filòsofs i comentaristes posteriors com Santabhadra, Dharmottara (segle viii), Jñanasrimitra (975-1025), Ratnakīrti (segle XI) i Samkarananda. L'epistemologia que van desenvolupar defensa la visió que només hi ha dos "instruments de coneixement" o "cognicions vàlides" (pramāṇa); "percepció" (pratyaksa) i "inferència" (anumāṇa). La percepció és una consciència no conceptual de particulars que està lligada per la causalitat, mentre que la inferència és raonable, lingüística i conceptual.
Aquests filòsofs budistes van argumentar a favor de la teoria de la momentaneïtat, la visió de "només consciència" de Yogacara, la realitat de les particularitats (svalakṣaṇa), l'atomisme, el nominalisme i la naturalesa autoreflexiva de la consciència (svasaṃvedana). Van atacar les teories hindús de Déu (Isvara), els universals, l'autoritat dels Vedas i l'existència d'una ànima permanent (atman)

## Tantra
El Vajrayana, es considera una tradició associada a un grup de textos coneguts com els Tantres budistes, que es van desenvolupar al segle viii al nord de l’Índia. En aquest moment, el tantra era una característica clau del budisme indi i els erudits tàntrics de l'Índia van desenvolupar defenses filosòfiques, hermenèutica i explicacions dels sistemes tàntrics budistes, especialment a través de comentaris sobre tantres clau com el tantra Guhyasamāja i el tantra Guhyagarbha.
Tot i que la visió del Vajrayana es basava en les teories de la natura de Buda: Madhyamaka, i el Yogacara i es veia a si mateix com un vehicle d'alliberament més ràpid amb molts mètodes hàbils (upaya) de ritual tàntric. La necessitat d’una explicació i defensa dels Tantres va sorgir de la naturalesa inusual dels rituals associats a ells, que incloïen l’ús de mantres secrets, alcohol, ioga sexual, visualitzacions complexes de mandales plenes de deïtats ferotges i altres pràctiques i ordres que eren discordants o noves en comparació amb el pensament budista tradicional. El Tantra de Guhyasamāja, per exemple, afirma que "heu de matar éssers vius, dir paraules mentideres, prendre coses que no es donen i tenir relacions sexuals amb moltes dones". Altres característiques del tantra inclouen el focus en el cos físic com a mitjà d’alliberament i la reafirmació d’elements femenins, deïtats femenines i sexualitat.
La defensa d’aquestes pràctiques es basa en la teoria de la transformació que afirma que els factors mentals negatius i les accions físiques poden cultivar-se i transformar-se en un entorn ritual, segons el Hevajra tantra :
| « | Les coses per les quals els homes malvats estan lligats, d'altres es converteixen en mitjans i, per tant, guanyen l'alliberament dels vincles de l'existència. Per passió el món està lligat, per la passió també s'allibera, però pels budistes heretges no es coneix aquesta pràctica de canvi. | » |

Una altra hermenèutica de comentaris tàntrics budistes com el Vimalaprabha de Pundarika (un comentari sobre el Tantra de Kalacakra) és la d’interpretació d'afirmacions tabús o ètiques als Tantras com a afirmacions metafòriques sobre la pràctica tàntrica. Per exemple, al Vimalaprabha, "matar éssers vius" es refereix a aturar el prana a la part superior del cap. Al Pradipoddyotana del Candrakirti tàntric, un comentari al Tantra de Guhyasamaja, matar els éssers vius es glossa com "fer-los nuls" mitjançant un " samadhi especial" que segons Buston s'associa a la pràctica tàntrica de l'etapa de finalització.
Douglas Duckworth assenyala que la visió filosòfica de Vajrayana és una de les seves encarnacions, que veu que el cos físic i cosmològic com que conté la saviesa i divinitat. L’alliberament (nirvana) i l'estat nirvana budista no es veuen com un element extern o com a esdeveniment en el futur, sinó com a imminents presents i accessibles ara mateix mitjançant pràctiques tàntriques úniques com el ioga deïtat i, per tant, Vajrayana també s'anomena el "vehicle resultant". Duckworth anomena la visió filosòfica de Vajrayana com una forma de panteisme, per la qual cosa vol dir la creença que tota entitat existent és en algun sentit divina, i que totes les coses expressen alguna forma d’unitat.
Els principals filòsofs budistes filòsofs tàntrics són: Buddhaguhya, Padmavajra (autor de la Guhyasiddhi), Nagarjuna (deixeble de saraha del segle VII), Indrabhuti (autor de la Jñānasiddhi), Anangavajra, Dombiheruka, Durjayacandra, Ratnākaraśānti i Abhayakaragupta van escriure textos i comentaris per sistematitzar la tradició tàntrica. Altres com Vajrabodhi i Śubhakarasiṃha van portar el Tantra a la Xina Tang (716 a 720). La filosofia tàntrica es va continuar desenvolupant en xinès i japonès per pensadors com Yi Xing i Kūkai. Al Tibet, filòsofs com Sakya Pandita (1182-28 - 1251), Longchenpa (1308–1364) i Tsongkhapa (1357–1419) van continuar la tradició de la filosofia tàntrica budista en tibetà.

## Filosofia budista tibetana
La filosofia budista tibetana és principalment una continuació i refinament de les tradicions índies de Madhyamaka, Yogacara i l'escola d'epistemologia Dignaga-Dharmakīrti o "cognició fiable" (sànscrit: Pramana, Tib. Tshad ma). Els esforços inicials de Śāntarakṣita i Kamalaśīla van portar la seva eclèctica tradició acadèmica al Tibet. Altres influències inclouen els tantres budistes i els textos sobre la natura de Buda.
El treball inicial dels primers filòsofs budistes tibetans va ser la traducció de tractats filosòfics clàssics de l'Índia i la redacció de comentaris. Aquest període inicial va del segle viii al X. Els primers filòsofs comentaristes tibetans van ser fortament influenciats per l'obra de Dharmakirti, entre ells Ngok Lo-dza-wa (1059-1109) i Cha-ba (1182-1251). Les seves obres ara estan perdudes. Els segles XII i XIII van veure la traducció de les obres de Chandrakirti, la promulgació de les seves opinions al Tibet per erudits com Patsab Nyima Drakpa, Kanakavarman i Jayananda (segle XII) i el desenvolupament del debat tibetà entre la prasangika i el svatantrika que continuen fins avui a les escoles budistes tibetanes. El principal desacord entre aquestes opinions és l'ús d'arguments raonats. Per a Śāntarakṣita, Kamalaśīla i els seus defensors, la raó és útil, en establir arguments que condueixin a una comprensió correcta del buit, doncs, mitjançant l'ús de la meditació, es pot arribar a una gnosi no conceptual que no es basa en la raó. No obstant això, per a Chandrakirti, això és incorrecte, perquè la meditació sobre el buit no pot implicar cap objecte. El paper de la raó aquí és negar qualsevol essència o visió essencialista i, finalment, negar-se juntament amb qualsevol proliferació conceptual.
Hi ha diverses escoles budistes tibetanes o ordres monàstics. Segons Georges BJ Dreyfus, dins del pensament tibetà, l'escola Sakya té una posició filosòfica majoritàriament antirrealista, mentre que l'escola Gelug tendeix a defensar una forma de realisme. Les escoles Kagyu i Nyingma també tendeixen a seguir l’antrealisme de Sakya (amb algunes diferències).

### Shengtong i natura de Buda
Al segle xiv va viure un interès creixent pels textos i les doctrines de la natura de Buda. Això es pot veure a l'obra del tercer Kagyu Karmapa Rangjung Dorje (1284-1339), especialment al seu tractat "Profound Inner Meaning". Aquest tractat descriu la naturalesa última o semblança com la naturalesa de Buda, que és la base del nirvana i el samsara, de naturalesa radiant i buida en essència, que superamt el pensament.
Dolpopa (Dol-bo-ba, 1292–1361), fundador de l'escola Jonang, va desenvolupar una visió anomenada shentong (Wylie: gzhan stong) (una altra buida), que està estretament lligada a les teories de la natura de Yogacara i Buda. Aquesta visió sosté que les qualitats del nivrvana budista o la naturalesa de Buda ja estan presents a la ment, que està buida de tota realitat convencional que amaga la seva pròpia naturalesa com a Buda o Dharmakaya. Segons Dolpopa, es diu que tots els éssers tenen una naturalesa de Buda que és real, immutable, permanent, no condicionada, eterna, feliç i compassiva. La visió de Shentong de Dolpopa va ensenyar que la realitat final era realment un "Gran Jo" o "Jo Suprem" que fa referència a obres com el Mahāyāna Mahāparinirvāṇa Sūtra, l' Aṅgulimālīya Sūtra i el Śrīmālādevī Siṃhanāda Sūtra. Aquesta visió va tenir una influència en els filòsofs d'altres escoles, com els pensadors Nyingma i Kagyu, i també va ser àmpliament criticada en alguns cercles perquè semblava a les nocions hindús d'Atman. La filosofia Shentong també va ser exposada al Tibet i Mongòlia pel posterior erudit Jonang Tāranātha (1575-1634).
A finals del segle xvii l'ordre Jonang i els seus ensenyaments van ser atacats pel V Dalai Lama, que va convertir la majoria dels seus monestirs al Tibet a l'ordre Gelug, tot i que diversos van sobreviure en secret.

### Gelug

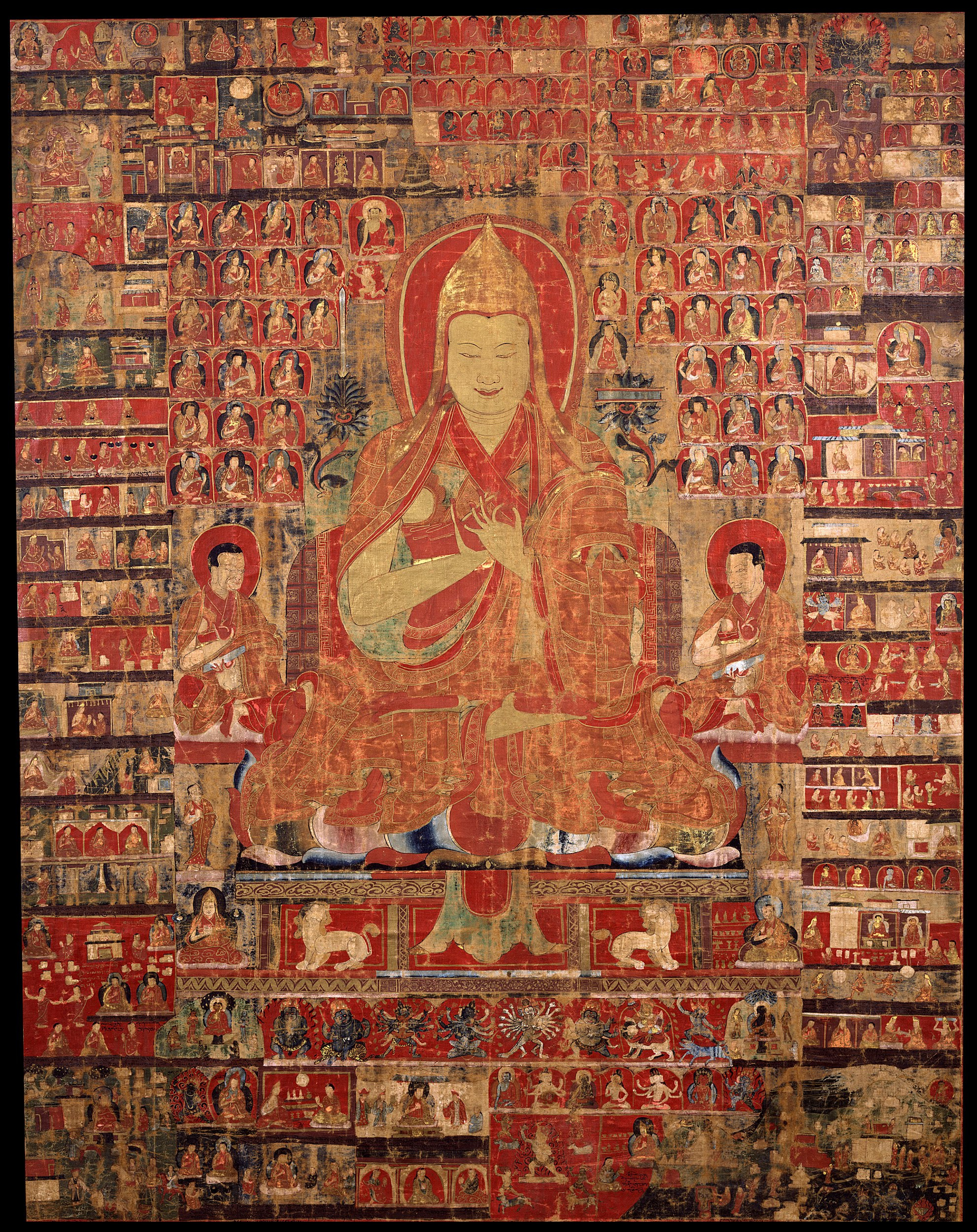
Tsongkapa, pintura del, Rubin Museum of Art

Je Tsongkhapa (Dzong-ka-ba) (1357-1419) va fundar l'escola Gelug del budisme tibetà que va arribar a dominar el país a través de l'oficina del Dalai Lama i que és el principal defensor de la visió Prasaṅgika Madhyamaka, la seva obra està influenciada per la filosofia de Candrakirti i Dharmakirti. L’obra cabdal de Tsongkhapa és L’oceà del raonament, un comentari sobre la Mulamadhyamakakarika de Nagarjuna. La filosofia Gelug es basa en l'estudi de textos de Madhyamaka i les obres de Tsongkhapa, així com en el debat formal (rtsod pa).
Tsongkhapa va defensar Prasangika Madhyamaka com la visió més alta i va criticar la Svatantrika. Tsongkhapa va argumentar que, atès que els Svatantrika convencionalment estableixen les coses per les seves pròpies característiques, no entenen completament el buit dels fenòmens i, per tant, no aconsegueixen la mateixa realització. Basant-se en Chandrakirti, Tsongkhapa va rebutjar les ensenyances de Yogacara, fins i tot com a punt de partida provisional a la visió de Madhyamaka. Tsongkhapa també va ser crític amb la visió de Shengtong de Dolpopa, que considerava perillosament absolutista i, per tant, fora del camí mig. Tsongkhapa va identificar dos defectes importants en les interpretacions de Madhyamika, la Svabhava (essència pròpia) que podria conduir a l'absolutisme i la negació excessiva que podria conduir al nihilisme. La solució de Tsongkhapa a aquest dilema va ser la promoció de l’ús de raonaments inferencials només dins de l’àmbit convencional del marc de les dues veritats, permetent l’ús de la raó per a l’ètica, les regles monàstiques convencionals i la promoció d’un realisme epistèmic convencional tot sostenint que des de la visió de la veritat última (paramarthika satya). Totes les coses (inclosa la naturalesa de Buda i el Nirvana) estan buides d’existència inherent (svabhava) i la veritable il·lustració és aquesta constatació del buit.
Investigadors de Sakya com Rongtön i Gorampa o estaven d'acord amb Tsongkhapa i argumentaven que la distinció prasangika svatantrika era merament pedagògica. Gorampa també va criticar el realisme de Tsongkhapa, argumentant que les estructures que permeten presentar un objecte buit com a real convencional es dissolen sota anàlisi i, per tant, no estan estructurades i no són conceptuals (sprosbral). Els estudiants de Tsongkhapa Gyel-tsap, Kay-drup i Ge-dun-drup van exposar un realisme epistemològic contra l’antrealisme dels erudits Sakya.

### Sakya
Sakya Pandita (1182–1251) va ser un cap de l'escola Sakya del segle xiii i governant del Tibet. També va ser un dels més importants filòsofs budistes de la tradició tibetana, escrivint obres sobre lògica i l'epistemologia i la promoció del Pramanavarttika de Dharmakirti (Comentari sobre la Cognició Vàlida) com a element central d'estudi escolar. El "Tresor de la lògica sobre la cognició vàlida" de Sakya Pandita (Tshad ma rigs pa'i gter) va exposar la clàssica posició antirealista epistemològica de Sakya, argumentant que conceptes com els universals no es coneixen a través de la cognició vàlida i, per tant, no són objectes de coneixement reals. Sakya Pandita també va criticar les teories de la il·lustració sobtada que van sostenir alguns professors de la "Gran Perfecció Xinesa" al Tibet.
Posteriorment, Sakyas, com Gorampa (1429–1489) i Sakya Chokden (1428–1507), desenvoluparien i defensarien l’antirrealisme de Sakya, i són vistos com els principals intèrprets i crítics de la filosofia de Sakya Pandita. Sakya Chokden també va criticar la interpretació de Tsongkhapa de Madhyamaka i Shentong de Dolpopa. En la seva determinació definitiva del camí mitjà, Chokden va criticar la visió de Tsongkhapa com a massa centrada en el logotip i encara atrapada en la conceptualització sobre la realitat última que està més enllà del llenguatge. La filosofia de Sakya Chokden va intentar conciliar les opinions de Yogacara i Madhyamaka, veient-les ambdues com a perspectives vàlides i complementàries sobre la veritat última. Madhyamaka és vist per Chokden com l'eliminació de la culpa de considerar allò irreal com a real, i Yogacara elimina la culpa de la negació de la realitat. De la mateixa manera, les vistes de Shentong i Rangtong són vistes com a complementàries per Sakya Chokden; La negació de Rangtong és eficaç per eliminar tot aferrat a punts de vista equivocats i rectificació conceptual, mentre que Shentong és més propici per descriure i millorar l'experiència i la realització de la meditació. Per tant, per a Sakya Chokden, es pot accedir a la mateixa realització de la realitat última i descriure-la de dues maneres diferents però compatibles.

### Nyingma i Rimé

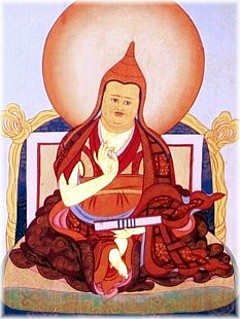
Jamgon Ju Miphan Gyatso

L'escola Nyingma està fortament influenciada per la visió de Dzogchen (Gran perfecció) i la literatura tàntrica de Dzogchen. Longchenpa (1308–1364) va ser un filòsof important de l'escola Nyingma i va escriure un ampli nombre d'obres sobre la pràctica tibetana de Dzogchen i sobre el Tantra budista. Aquests inclouen els Set tresors, la Trilogia de la facilitat natural i la seva Trilogia de la foscor dissipadora. Les obres de Longchenpa proporcionen una comprensió filosòfica de Dzogchen, una defensa de Dzogchen a la llum dels sutres, així com instruccions pràctiques. Per a Longchenpa, el sòl de la realitat és la claredat lluminosa, la rigpa o la naturalesa de Buda, i aquest sòl també és el pont entre el sutra i el tantra. La filosofia de Longchenpa pretenia establir els aspectes positius del pensament de la natura de Buda contra la teologia totalment negativa de Madhyamika sense desviar-se de l’absolutisme de Dolpopa. Per a Longchenpa, la base de la pràctica tàntrica i Dzogchen a Vajrayana és la "Terra" (gzhi), la naturalesa immanent de Buda, "la realitat primordialment lluminosa que està incondicionalitzada i espontàniament present", que està "lliure de tots els extrems elaborats".
El segle xix va contemplar el sorgiment del moviment Rimé (no sectari, imparcial) que pretenia recular contra les crítiques de l'escola Gelug políticament dominant a les opinions filosòfiques Sakya, Kagyu, les posicions filosòfiques de Nyngma i Bon i desenvolupar un sistema d'estudi textual més eclèctic o universal. Jamyang Khyentse Wangpo (1820-1892) i Jamgön Kongtrül (1813-1899) van ser els fundadors de Rimé. El moviment Rimé va guanyar protagonisme en un moment de la història tibetana quan el clima religiós s'havia convertit en partisaà. L'objectiu del moviment era "un impuls cap a un terreny mitjà on les diverses opinions i estils de les diferents tradicions eren apreciats per les seves contribucions individuals en lloc de ser refutats, marginats o prohibits". Filosòficament, Jamgön Kongtrül va defensar Shentong com a compatible amb Madhyamaka mentre un altre erudit de Rimé, Jamgon Ju Mipham Gyatso (1846–1912), va criticar Tsongkhapa des de la perspectiva de Nyingma. Mipham va argumentar que la visió del camí mitjà és Unitat (zung 'jar), el que significa que des de la perspectiva última també es dissol la dualitat dels éssers sensibles i dels budes. Mipham també va afirmar la visió del rangtong (buit de si mateix). El posterior erudit de Nyingma Botrul (1894–1959) va classificar les principals posicions tibetanes de Madhyamaka com a shentong (altre buit), Nyingma rangtong (buit propi) i Gelug bdentong (buit de la veritable existència). La principal diferència entre ells és el seu "objecte de negació"; shengtong afirma que l'experiència inautèntica és buida, rangtong nega qualsevol referència conceptual i bdentong nega qualsevol existència veritable.
El 14è Dalai Lama també va estar influït per aquest enfocament eclèctic. Després d’haver estudiat amb professors de les principals escoles budistes tibetanes, la seva posició filosòfica tendeix a ser que les diferents perspectives sobre el buit són complementàries:
| « | Hi ha la tradició de distingir entre dues perspectives diferents sobre la naturalesa del buit: una és quan el buit es presenta dins d’una anàlisi filosòfica de la realitat última de les coses, en aquest cas s'hauria d’entendre en termes de no afirmació. fenòmens negatius. D'altra banda, quan es discuteix des del punt de vista de l'experiència, s'hauria d'entendre més en termes d'una negació afirmativa: 14è Dalai Lama | » |

## Budisme asiàtic oriental

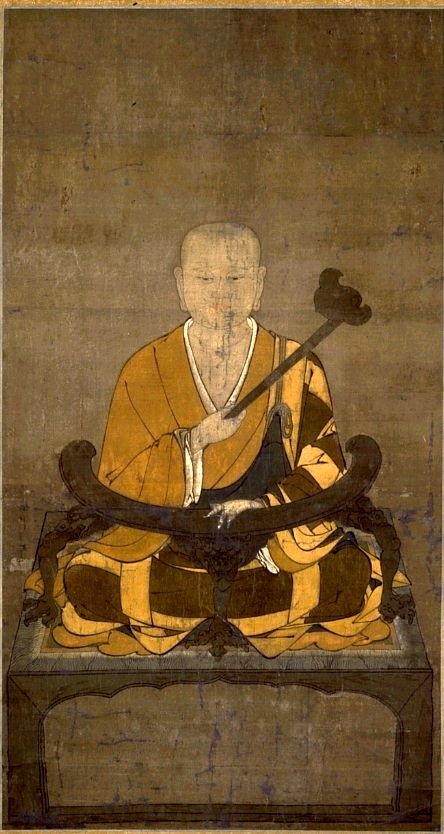
Pintura de Śramaṇa Zhiyi de l'escola Tiantai.

### Tiantai
Es creu que les escoles del budisme que havien existit a la Xina abans de l'aparició del Tiantai representen trasplantaments directes de l'Índia, amb poques modificacions en les seves doctrines i mètodes bàsics. L'escola Tiantai, fundada per Zhiyi (538-597), va ser la primera escola filosòfica budista xinesa realment única. La doctrina de Tiantai es basava en la doctrina ekayana o "un vehicle" que s'ensenyava el Sutra del Lotus i pretenia reunir tots els ensenyaments i textos budistes en un sistema jerarquitzat globalment inclusiu, que situava el sutra del Lotus a la part superior d'aquesta jerarquia.
La metafísica de Tiantai és un holisme immanent, que veu tots els fenòmens, moments o esdeveniments condicionats i manifestats per tota la realitat. Cada instant de l'experiència és el reflex de l’altre i, per tant, el sofriment i el nirvana, el bo i el dolent, la plenitud del Buda i el malvat, estan tots “inherentment implicats” els uns als altres. Cada moment de consciència és simplement el mateix principi Absolut, infinitament immanent i que es reflecteix a si mateix.
Aquesta metafísica està implicada en l'ensenyament Tiantai de les "tres veritats", que és una extensió de la doctrina de les dues veritats Mādhyamaka. Les tres veritats són: la veritat convencional de l'aparença, la veritat del buit (shunyata) i la tercera veritat del "centre exclusiu" (但 中danzhong) o camí mitjà, que està més enllà de la veritat i el buit convencionals. Aquesta tercera veritat és l'absoluta i s'expressa mitjançant l'afirmació que res és "Ni-igual-ni-diferent" que qualsevol altra cosa, sinó que cada "cosa" és la totalitat absoluta de totes les coses que es manifesten com a particulars, tot està mútuament contingut dins cada cosa. Tot és un reflex de "La realitat definitiva de totes les aparences" (諸法實相 zhufashixiang) i cada pensament "conté tres mil mons". Aquesta perspectiva permet a l'escola Tiantai afirmar coses aparentment paradoxals com que “el mal no és erradicable del bé més alt, la plenitud del Buda ”. A més, a Tiantai, el nirvana i el samsara són finalment els mateixos, ja que Zhiyi escriu: "Hi ha una única realitat sense aliatge: no hi ha entitats fora d'ella".
Tot i que Zhiyi va escriure "Un pensament conté tres mil mons", aquest no implicava ser idealista. Segons Zhiyi, "els objectes dels aspectes [veritables] de la realitat no són quelcom produït per budes, déus o homes. Existeixen per si soles i no tenen començament "(El signifcat esotèric, 210). Aquesta és llavors una forma de realisme, que veu la ment tan real com el món, interconnectada amb ell i inseparable. En el pensament de Tiantai, la realitat última és simplement el món fenomenal d’esdeveniments o dharmes interconnectats.
Altres figures clau del pensament de Tiantai són Zhanran (711-782) i Siming Zhili (960-1028). Zhanran va desenvolupar la idea que els éssers no sensibles tenen la naturalesa de Buda, ja que també són un reflex de l'absolut. Al Japó, aquesta escola es coneixia com Tendai i va ser portada per primera vegada a l'illa per Saicho.

### Huayan

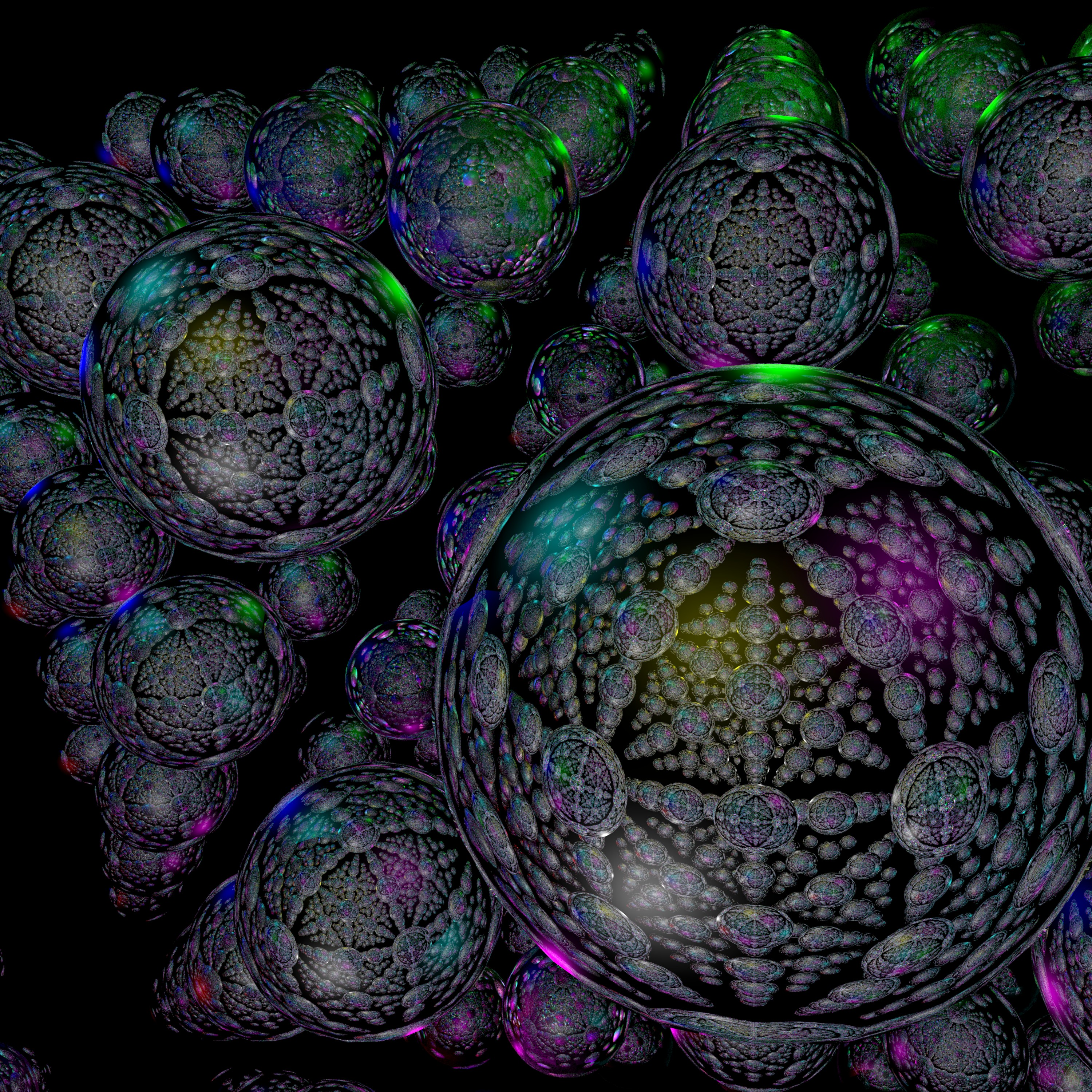
Una representació 3D de la xarxa d'Indra.

Els Huayan van desenvolupar la doctrina de la "interpenetració" o "coalescència" (Wylie: zung-'jug ; sànscrit: yuganaddha), basat en el Sutra Avataṃsaka (sutra de la garlanda de les flors), una escriptura de Mahāyāna. Huayan sosté que tots els fenòmens (sànscrit: dharmas) estan profundament interconnectats, sorgeixen mútuament i que cada fenomen conté tots els altres fenòmens. Per il·lustrar aquesta idea s'utilitzen diverses metàfores i imatges. La primera es coneix com a xarxa d’Indra. La xarxa s'estableix amb joies que tenen la propietat extraordinària de reflectir totes les altres joies, mentre que els reflexos també contenen qualsevol altre reflex, a l'infinit. La segona imatge és la del text mundial. Aquesta imatge retrata el món com un text enorme que és tan gran com el mateix univers. Les paraules del text estan compostes pels fenòmens que formen el món. No obstant això, cada àtom del món conté tot el text al seu interior. És obra d’un Buda deixar sortir el text perquè els éssers es puguin alliberar del patiment.
Fazang (Fa-tsang, 643-712), un dels pensadors huayans més importants, va escriure 'Assaig sobre el lleó d'or' i 'Tractat sobre els cinc ensenyaments', que contenen altres metàfores per a la interpenetració de la realitat. També va utilitzar la metàfora d'una casa de miralls. Fazang va introduir la distinció de "el regne del principi" i "el regne de les coses". Aquesta teoria va ser desenvolupada per Cheng-guan (738-839) en la principal tesi huayana del "quadruple Dharmadhatu " (regne del dharma): el regne del principi, el regne de les coses, el regne de la no interferència entre el principi i les coses, i el regne de la no interferència de totes les coses. Els dos primers són l'universal i el particular, el tercer és la interpenetració de l'universal; i el particular i el quart és la interpenetració de tots els particulars. La tercera veritat va ser explicada per la metàfora d’un lleó daurat, l’or és l’universal i el particular és la forma i les característiques del lleó.
Tot i que tant Tiantai com Huayan mantenen la interpenetració i la interconnexió de totes les coses, la seva metafísica té algunes diferències. La metafísica huayana està influenciada pel pensament de Yogacara i està més a prop de l'idealisme. El sutra Avatamsaka compara el món fenomenal amb un somni, una il·lusió i la conjuració d’un mag. El sutra afirma que res no té realitat real, ubicació, principi i final, ni naturalesa substancial. L'Avatamsaka també afirma que "el món triple és il·lusori, només ho fa una sola ment" i Fazang se'n fa ressò escrivint "fora de la ment no hi ha cap cosa que es pugui aprehendre". A més, segons el pensament de Huayan, cada ment crea el seu propi món "segons els seus patrons mentals" i "aquests mons són infinits en espècie" i sorgeixen i passen constantment. Tanmateix, a Huayan, la ment tampoc no és real, sinó que també és buida. La veritable realitat a Huayan, el noümen o "Principi", es compara amb un mirall, mentre que els fenòmens es comparen amb els reflexos del mirall. També es compara amb l’oceà i els fenòmens amb les ones.
A Corea, aquesta escola era coneguda com a Hwaeom i està representada en l'obra de Wonhyo (617-686), que també va escriure sobre la idea de la funció essència, un tema central en el pensament budista coreà. Al Japó, Huayan és conegut com Kegon i un dels seus principals defensors va ser Myōe, que també va introduir pràctiques tàntriques.

### Chan i el budisme japonès
La filosofia del Budisme Chan xinès i el zen japonès es basa en diverses fonts, entre elles el madhyamaka xinès (Sānlùn), el Yogacara (Wéishí), el Sütra Laṅkāvatāra i els textos sobre la naturalesa de Buda. Un tema important a Chan és el del subitisme o la "il·luminació sobtada", la idea que la il·lustració succeeix tota d'un cop alhora. Aquesta visió va ser promoguda per Shenhui i és un tema central discutit a la Sutra Plataforma, una Escriptura Zen clau de Chan composta a la Xina.
La filosofia Huayan també va influir en Chan. La teoria del Dharmadhatu Quàdruple va influir en els Cinc Rangs de Dongshan Liangjie (806-869), el fundador del llinatge Chan de Caodong. Guifeng Zongmi, que també va ser patriarca del budisme huayan, va escriure extensament sobre la filosofia de Chan i sobre el Sutra Avatamsaka.
El budisme japonès durant els segles VI i VII va augmentar la proliferació de noves escoles i formes de pensament, un període conegut com les sis escoles de Nara (Nanto Rokushū). El període Kamakura (1185-1333) també va veure una altra onada d'activitat intel·lectual. Durant aquest període, la influent figura de Nichiren (1222-1282) va fer que la pràctica i el missatge universal del Sutra del Lotus estiguessin més fàcilment disponibles per a la població. Té una importància especial en la història del pensament i la religió, ja que els seus ensenyaments constitueixen una secta separada del budisme, una de les úniques sectes principals que es va originar al Japó :xi
També durant el període Kamakura, el fundador de Soto Zen, Dogen (1200–1253), va escriure moltes obres sobre la filosofia del Zen, i el Shobogenzo és el seu gran opus. A Corea, Chinul va ser un important exponent del Budisme Seon gairebé al mateix temps.

### Budisme esotèric

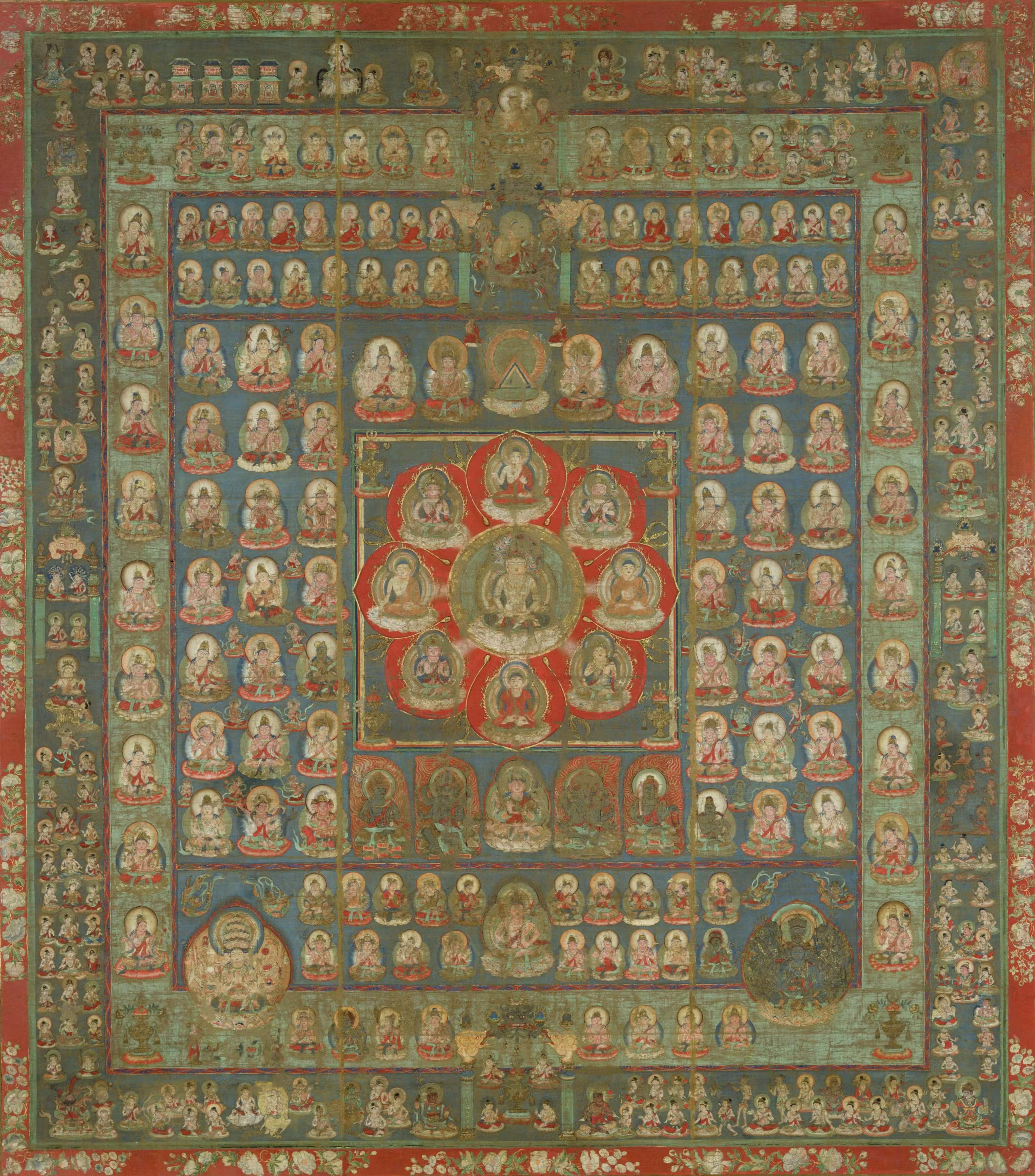
El mandala Garbhadhatu. La plaça central representa l'escenari jove del Buda Vairocana.

El budisme tàntric va arribar a la Xina al segle vii, durant la dinastia Tang. A la Xina, aquesta forma de budisme es coneix com Mìzōng (密宗), o "Escola Esotèrica" i Zhenyan (veritable paraula, sànscrit: Mantrayana). Kūkai (AD774–835) és un important filòsof budista japonès i fundador de l'escola tàntrica Shingon (paraula veritable) al Japó. Va escriure sobre una àmplia varietat de temes com ara les polítiques públiques, el llenguatge, les arts, la literatura, la música i la religió. Després d'estudiar a la Xina amb Huiguo, Kūkai va reunir diversos elements en un sistema filosòfic cohesionat de Shingon.
La filosofia de Kūkai es basa en el Tantra Mahavairocana i el Sutra Vajrasekhara (tots dos del segle VII). El seu Benkenmitsu nikkyôron (Tractat sobre les diferències entre ensenyaments esotèrics i exotèrics) descriu la diferència entre el Budisme Mahayana exotèric (kengyô) i el Budisme Tàntric esotèric (mikkyô). Kūkai va proporcionar el marc teòric per a les pràctiques budistes esotèriques de Mantrayana, aportant la bretxa entre la doctrina dels sutres i les pràctiques tàntriques. Al fonament del pensament de Kūkai es troba la doctrina Trikaya, que sosté que hi ha tres "cossos del Buda".
Segons Kūkai, el budisme esotèric té com a font el Dharmakaya (Jpn : hosshin, encarnació de la veritat), que s'associa al Buda Vairocana (Dainichi). Hosshin és la realitat absoluta i la veritat. Hosshin és majoritàriament inefable, però es pot experimentar mitjançant pràctiques esotèriques com mudras i mantres. Tot i que el Buda històric (nirmankaya) ensenya Mahayana, no té la realitat final com a font, ni les pràctiques per experimentar la veritat esotèrica. Per a Shingon, des d’una perspectiva il·lustrada, tot el món fenomenal també és l'ensenyament de Vairocana. El cos del món, els seus sons i moviments, és el cos de la veritat (dharma) i, a més, també és idèntic al cos personal del Buda còsmic. Per a Kūkai, el món, les accions, les persones i els budes formen part del monòleg còsmic de Vairocana, són la veritat que es predica a les seves pròpies manifestacions. Es tracta de hosshin seppô (literalment: "l'exposició del Dharma de la dharmakâya") al qual es pot accedir mitjançant un mantra que és el llenguatge còsmic de Vairocana que emana a través de la vibració còsmica concentrada en el so. En un sentit ampli, l'univers en si és un text enorme que expressa la veritat última (Dharma) que s'ha de "llegir".
Dainichi significa "Gran Sol" i Kūkai ho fa servir com a metàfora del gran Buda primordial, l'ensenyament i la presència de la qual il·lumina i impregna tot, com la llum del sol. Aquesta presència immanent també significa que tots els éssers ja tenen accés a la il·lustració (hongaku) i a la naturalesa de Buda, i que, per això, hi ha la possibilitat de "convertir-se en Buda en aquesta existència tan encarnada" (sokushinjôbutsu). Això s'aconsegueix a causa de la relació no dual entre el macrocosmos d’Hosshin i el microcosmos del practicant Shingon.
L'exposició de Kūkai del que s'ha anomenat "metafísica" de Shingon es basa en els tres aspectes de la veritat còsmica o Hosshin: cos, aparença i funció. El cos és els elements físics i mentals, que són el cos i la ment del Buda còsmic i que també està buit (Shunyata). L’univers físic de Shingon conté els esdeveniments físics i mentals interconnectats. L'aspecte d'aparença és la forma del món, que apareix com a mandales de regnes interconnectats i es representa en l'art mandala com el mandala del Regne de l'úter. La funció és el moviment i el canvi que succeeix al món, que inclou el canvi de formes, sons i pensament. Aquestes formes, sons i pensaments són expressats pel practicant Shingon en diversos rituals i pràctiques tàntriques que els permeten connectar-se amb Dainichi i inter-ressonar-los i, per tant, arribar a la il·lustració aquí i ara.

## Filosofia moderna

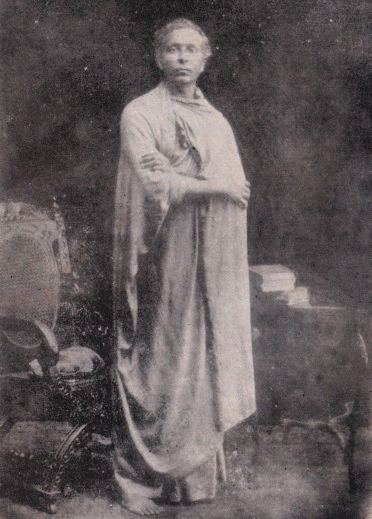
Anagarika Dharmapala

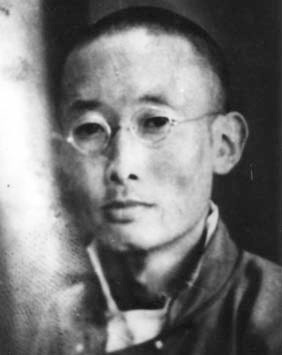
Un retrat de Gendün Chöphel a l'Índia, 1936.

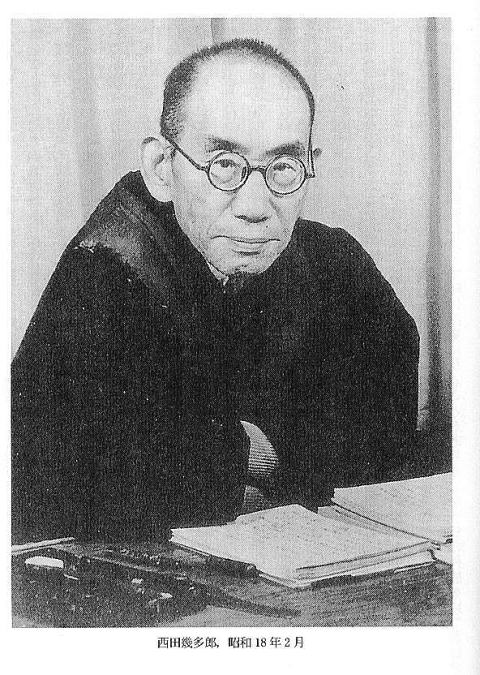
Kitarō Nishida, professor de filosofia a la Universitat de Kyoto i fundador de l'Escola de Kyoto.

A Sri Lanka, modernistes budistes com Anagarika Dharmapala (1864-1933) i el convers nord-americà Henry Steel Olcott van intentar demostrar que el budisme era racional i compatible amb les idees científiques modernes com la teoria de l'evolució. Dharmapala també va argumentar que el budisme incloïa un fort element social, interpretant-lo com a liberal, altruista i democràtic. KN Jayatilleke va escriure el clàssic relat modern de l'epistemologia budista (Teoria budista del coneixement, 1963) i el seu alumne David Kalupahana va escriure sobre la història del pensament i la psicologia budistes. Altres pensadors budistes importants de Sri Lanka inclouen Ven Ñāṇananda (Concepte i realitat), Walpola Rahula, Hammalawa Saddhatissa (Ètica budista, 1987), Gunapala Dharmasiri (Una crítica budista del concepte cristià de Déu, 1988), PD Premasiri i RG de S. Wettimuny.
A la Xina del segle xx, el modernista Taixu (1890-1947) va defensar una reforma i un renaixement del budisme. Va promoure la idea d’una terra pura budista, no com un lloc metafísic de la cosmologia budista, sinó com una cosa possible de crear aquí i ara en aquest mateix món que es podria aconseguir mitjançant un "budisme per a la vida humana" (xinès: 人生 佛教; pinyin : rénshēng fójiào) que estava lliure de creences sobrenaturals. Taixu també va escriure sobre les connexions entre la ciència moderna i el budisme, afirmant en última instància que "els mètodes científics només poden corroborar la doctrina budista, mai no poden avançar més enllà". Igual que Taixu, Yin Shun (1906-2005) va defensar una forma de Budisme humanista basat en la preocupació per qüestions humanitàries i els seus estudiants i seguidors han tingut influència en la promoció del Budisme humanista a Taiwan. Aquest període també va veure la reactivació de l'estudi de Weishi (Yogachara), de Yang Rensan (1837-1911), Ouyang Jinwu (1871-1943) i Liang Shuming (1893–1988).
Un dels pensadors modernistes més influents del budisme tibetà és Gendün Chöphel (1903-1951), qui, segons Donald S. Lopez Jr., "va ser sens dubte l'intel·lectual tibetà més important del segle XX". Gendün Chöphel va viatjar per tota l'Índia amb el budista indi Rahul Sankrityayan i va escriure una àmplia varietat de material, com obres que promouen la importància de la ciència moderna per als seus compatriotes tibetans i també textos filosòfics budistes com Adornament for Nagarjuna's Thought. Un altre modernista budista tibetà molt influent va ser Chögyam Trungpa, que amb una Formació Shamhala més adequada per a les sensibilitats occidentals modernes, oferia una visió de "il·luminació secular".
Al sud-est asiàtic, pensadors com Buddhadasa, Thích Nhất Hạnh, Sulak Sivaraksa i Aung San Suu Kyi han promogut una filosofia de budisme compromès socialment i han escrit sobre l’aplicació sociopolítica del budisme. Igualment, els enfocaments budistes de l'ètica econòmica (economia budista) han estat explorats en les obres d'EF Schumacher, Prayudh Payutto, Neville Karunatilake i Padmasiri de Silva. L'estudi de la tradició de Pali Abhidhamma va continuar influint a Myanmar, on va ser desenvolupat per monjos com Ledi Sayadaw i Mahasi Sayadaw.
La filosofia budista japonesa va estar fortament influenciada pel treball de l'Escola de Kyoto, que incorporava Kitaro Nishida, Keiji Nishitani, Hajime Tanabe i Masao Abe. Aquests pensadors van aportar idees budistes en diàleg amb la filosofia occidental, especialment els fenomenòlegs i existencialistes europeus. La tendència més important del pensament budista japonès després de la formació de l'escola de Kyoto és el budisme crític, que argumenta contra diversos conceptes mahayana com la naturalesa de Buda i el Hongaku. Al budisme Nichiren, l’obra de Daisaku Ikeda també ha estat popular.
El budista zen japonès DT Suzuki (1870-1966) va ser fonamental per portar el budisme zen a Occident i les seves obres del Budisme modern van tenir molta influència als Estats Units. La visió del món de Suzuki era un budisme zen influenciat pel romanticisme i el transcendentalisme, que promovia una llibertat espiritual com "una consciència espontània i emancipadora que transcendeix l'intel·lecte racional i la convenció social". Aquesta idea del budisme va influir en els escriptors Beat amb un representant contemporani del romanticisme budista occidenta: Gary Snyder. El monjo budista nord-americà Theravada Thanissaro Bhikkhu ha criticat el "romanticisme budista" en els seus escrits.
Monjos i sacerdots budistes occidentals com Nanavira Thera, Bhikkhu Bodhi, Nyanaponika Thera, Robert Aitken, Taigen Dan Leighton,i Matthieu Ricard han escrit textos sobre la filosofia budista. Una característica del pensament budista a Occident ha estat el desig de diàleg i integració amb la ciència i la psicologia modernes. Diversos budistes moderns com Alan Wallace, James H. Austin, Mark Epstein i el 14è Dalai Lama han treballat i escrit sobre aquest tema. Una altra àrea de convergència ha estat el budisme i l'ecologisme, que s'explora en l’obra de Joanna Macy. Una altra tendència filosòfica budista occidental ha estat el projecte de secularització del budisme, tal com es veu a les obres de Stephen Batchelor
A Occident, la filosofia comparativa entre el pensament budista i occidental va començar amb el treball de Charles A. Moore, que va fundar la revista Philosophy East and West. Acadèmics occidentals contemporanis com Mark Siderits, Jan Westerhoff, Jonardon Ganeri, Miri Albahari, Owen Flanagan, Damien Keown, Tom Tillemans, David Loy, Evan Thompson i Jay Garfield han escrit diverses obres que interpreten les idees budistes a través de la filosofia occidental

## Comparació amb altres filosofies
Investigadors com Thomas McEvilley, Christopher I. Beckwith, i Adrian Kuzminski han identificat influències creuades entre el budisme antic i l'antiga filosofia grega del pirronisme. El filòsof grec Pyrrho va passar 18 mesos a l'Índia com a part de la cort que Alexandre el Gran va perpetrar sobre l'Índia occidental, on els biògrafs antics diuen que el seu contacte amb els gimnosòfics li va fer crear la seva filosofia. A causa de l'alt grau de semblança entre la filosofia de Nāgārjuna i el pirronisme, particularment les obres supervivents de Sextus Empiricus Thomas McEvilley sospita que Nāgārjuna va estar influenciada pels textos pirronistes grecs importats a l'Índia.
Baruch Spinoza, tot i que defensava l'existència d'una realitat permanent, afirma que tota existència fenomenal és transitòria. Segons la seva opinió, la pena es conquereix "en trobar un objecte de coneixement que no sigui transitori, no efímer, sinó que sigui immutable, permanent, etern". El Buda va ensenyar que l'únic que és etern és el Nirvana. David Hume, després d’una anàlisi implacable de la ment, va concloure que la consciència consisteix en estats mentals fugitius. La teoria de paquets de Hume és un concepte molt similar als skandhas budistes, tot i que el seu escepticisme sobre la causalitat el porta a conclusions oposades en altres àrees. La filosofia d'Arthur Schopenhauer és paral·lela al budisme en afirmar l'ascetisme i la renúncia com a resposta al sofriment i al desig.
El joc del llenguatge de Ludwig Wittgenstein és paral·lel a l'advertència que l'especulació intel·lectual o papañca és un impediment per a la comprensió, tal com es troba a la Paràbola budista de la fletxa enverinada. Friedrich Nietzsche, tot i que ell mateix rebutjava el budisme com un altre nihilisme, tenia una visió impermanent similar del jo. Alguns han mantingut les idees de Heidegger sobre l'ésser i el no-res per ser semblant al budisme actual.
Un enfocament alternatiu a la comparació del pensament budista amb la filosofia occidental és utilitzar el concepte de Via Mitjana al budisme com a eina crítica per a l’avaluació de les filosofies occidentals. D'aquesta manera, les filosofies occidentals es poden classificar en termes budistes com a eternes o nihilistes. En una visió budista, totes les filosofies es consideren vistes no essencials (ditthis) i a les quals no s'hi poden aferrar.